# 워크래프트 3의 등장인물 목록
워크래프트 3에 나오는 주요 등장인물들의 목록이다. 일부 인물들은 전작인 워크래프트, 워크래프트 2에서 등장한 인물들을 소개하고 있으며 월드 오브 워크래프트 시리즈에 등장하는 인물들도 있다. 전체적으로 동사의 스타크래프트 시리즈나 디아블로 시리즈의 인물들과 비슷한 성격을 찾아볼 수 있다.

## 지역
- 아제로스(Azeroth) : 본래 인간의 부속 영토였다. 하지만 인간과 오크가 전쟁을 겪으면서 오크의 영토가 되었다. 그리고 불타는 군단이 인간과 오크가 싸우는 틈을 이용하여 이곳을 강제로 점령한다. 이후 불타는 군단이 망한 다음에는 또다시 인간의 영토가 되었다. 황량한 사막처럼 보이지만 의외로 토양이 비옥한 지역이다.
  - 로데론(Lordaeron) : 인간의 본거지이다. 티리스팔 해안에서 힐스브래드 구릉지까지 뻗쳐있는 지역이다. 도시가 발달한 이곳은 한때 인간의 강력한 세력들이 주둔하였던 큰 대륙이었다. 그러나 언데드 스컬지와 불타는 군단에 의해 붕괴된 이후, 언데드의 영토가 되었다.
  - 달라란(Dalaran) : 키린 토에 소속된 아라소르 왕국 출신 마법사들이 세운 국가이자 인간의 또다른 본거지이다. 다국적인 세력들이 마법을 수양하러 온다. 이 화려한 도시는 역시 언데드 스컬지와 불타는 군단의 침략으로 멸망하지만, 로닌이 다시 노스렌드 상공에 재건하였다. 노스렌드 상공에 재건한 달라란은 하늘에 떠 있는 도시이다.
  - 카즈 모단(Khaz Modan) : 드워프들의 본거지이다. 공업과 제철, 채광 기술이 발달한 대륙으로 대부분의 주민들은 지형 특성상 농업 대신 제철업에 종사를 많이 한다. 이곳 역시 언데드 스컬지와 불타는 군단의 침략을 받았지만, 강력한 기계(차량, 메카닉 등)와 제철 및 준근대(총기류 등) 무기에 뛰어난 최고급 공산품, 그리고 일당백의 정예병으로 구성된 결사대 덕분에 로데론, 달라란, 쿠엘탈라스와는 다르게 살아남았다. 현재 이곳에 거주하는 드워프들은 언데드 스컬지와 불타는 군단에 맞서기 위해 비밀 결사단을 조직하였다. 추운 설원 지역이지만, 노스렌드에 비하면 햇빛이 잘 들어서 비교적 따뜻하다.
  - 쿠엘탈라스(Quel'Thalas) : 쿠엘도레이 하이 엘프의 본거지이다. 달라란의 고등 마법사들은 이곳에 와서 마법 실습을 한다. 그러나 로데론, 달라란에 이어 언데드 스컬지에 의해 붕괴하였다. 대다수는 인간의 달라란이나 쿨 티라스로 떠났으며, 소수는 신도레이 블러드 엘프라고 개명하고 인간 연합의 사령관인 가리토스의 심복으로 갔다가 가리토스의 독선적 행동에 실망해 탈단, 일리단의 부하가 되었다. 이후 블러드 엘프의 지도자격인 캘타스 왕자가 배신하여 타락해버리자, 쿠엘탈라스의 원로 섭정관인 로르마테르 테론이 블러드 엘프의 지도자가 되었다. 현재 로르마테르 테론에 의해 실버문과 타락한 태양샘이 복구된 후, 조금씩 옛 모습을 되찾아가면서 다시 번성하기 시작한다.
- 노스렌드(Northrend) : 언데드 스컬지의 본거지로, 기본적으로는 설원 지형이나 삼림지대와 밀림과 같은 다양한 지형을 관찰할 수 있다. 해가 잘 들지 않는 아주 추운 대륙이다.
- 칼림도어(Kalimdor) : 나이트 엘프 센티넬의 본거지이자 인간 연합과 오크 호드의 피난처이다. 나무가 울창한 숲 지형이며 경관이 아름다운 대륙이다.
  - 잿빛 골짜기(Ashenvale) : 한때 마법이 난무하여 가라앉은 파묻힌 폐허를 등지고 온 칼도레이 나이트 엘프의 새로운 본거지이다.
  - 배렌스(Barrens) : 오크 호드의 피난처이면서도 새로운 본거지이다. 역시 덥고 황량한 대륙이지만 생명의 기운이 없는 아웃랜드와는 달리 불모지 치고는 물을 구할 수 있고 토착 동식물이 자라고 있는 사막 지형이다.
  - 파묻힌 폐허(Sunken Ruins) : 하나였던 대륙이 아제로스와 칼림도어로 나뉘면서 큰 소용돌이가 생긴 나가의 본거지로 바다 지형이다.
- 판다리아(Pandaria) : 이국적인 토착 민족인 판다렌들이 살고 있는, 대나무 숲이 울창한 신비로운 대륙. 유일하게 언데드 스컬지와 불타는 군단의 침략을 받지 않은 대륙이다. 이름만 존재할 뿐 이외의 구체적인 설정은 등장하지 않았다.
- 아웃랜드(Outland) : 이곳은 아제로스가 아닌 드레노어(Draenor)라는 다른 행성이었다. 과거 오크 호드의 고향이자, 드레나이의 본거지였으나, 오크 주술사 넬쥴이 차원의 문을 열 때 드레노어는 여러 조각으로 부서졌고 완전히 파괴된 것으로 알려졌었다. 하지만 드레노어의 큰 조각이 부서지지 않고 남아 있었고, 이 조각을 아웃랜드라고 부른다. 가장 더운 지역이자, 토착 동식물이 잘 자라지 않는 폐허 지역이다. 불타는 군단이 침공하여 이곳을 지배해 버렸다. 그 후 일리단이 이끄는 나가 족과 블러드 엘프가 연합해 공격하자 결국 무너져 버리고 일리단이 다스리게 되지만, 일리단 사후에는 영웅들끼리 실력 다툼을 하는 군웅할거의 지역이 된다.

## 인간 연합
- 로데론(Lordaeron) : 초대 국왕은 원래는 아라소르 왕국의 제후였던 로데론 메네실이므로 최초의 인간 국가는 아니지만, 2차 대전쟁의 최대 피해자인 로데론은 전쟁을 거치면서 제일 강력한 국가로 자라났다. 그리고 마지막 국왕인 테레나스 2세가 로데론을 다스리고 있었으나, 칼림도어로 피신하라는 메디브의 예언을 무시하고 나서는 언데드 스컬지와 불타는 군단의 침략과 역병으로 멸망하였고 언데드의 영토가 된다.
- 스톰윈드(Stormwind) : 아제로스에 있는 국가이다. 1차 대전쟁을 겪었지만, 영웅들의 노력과 희생으로 생존하였다. 초대 국왕은 아라소르 왕국의 장군이었던 그리먼트 린이였다. 1차 대전쟁 당시에는 레인 린이 왕위에 있었으며, 2차 대전쟁이 끝나고 바리안 린이 왕위에 올랐다. 그러나 3차 대전쟁 이후 테라모어로 회의를 가능 도중 실종된다. 그리고 불타는 군단의 잔당인 데서록에 의해 강령당하는 위기를 겪기도 하였다. 아제로스 중 제일 강력했던 궁정 마법사들과 위대한 심장의 기사단의 고향이며, 인간 영웅들의 고향이다. 아이언포지와 지리적으로 가깝고 언데드 스컬지의 역병지대로부터 지리적으로 멀리 떨어져 있었던 덕분에 로데론과 달라란, 쿠엘탈라스를 붕괴시킨 언데드 역병도 스톰윈드에 큰 영향을 주지 못했고 게다가 바리안 린 국왕의 생존과 더불어 2차 대전쟁 이후 후계자인 안두인 린 왕자까지 얻었기 때문에 쿨 티라스와 마찬가지로 살아남았으며, 바리안 린이 복위하여 스톰윈드를 다시 세운다. 그리고 이 국가는 인간 연합의 수장격으로 등극한다. 방랑 예언자 메디브도 예전에는 스톰윈드 출신이었다.
- 아이언포지(Ironforge) : 마그니 브론즈비어드가 광산 연합회를 더욱 더 부풀려서, 조합 전쟁에서 승리한 다음 건국한 드워프 족들의 공업 도시이다. 놈리건이 붕괴하자, 피난 온 노움 족을 받아주었다. 공업이 발달한 이 국가는 기술자와 정비공들을 바탕으로 움직이는만큼, 제철 기술이 뛰어나다. 로데론의 카즈 모단에 아이언포지의 황궁이 있으며, 역시 언데드 스컬지와 불타는 군단의 침략을 받았지만, 뛰어난 최우수 공산품에 강력한 기계(차량, 메카닉 등)와 제철 및 준근대(총기류 등) 무기를 바탕으로 아이언포지의 추위 속에서 단련된 막강한 세력의 군대와 일당백의 정예병으로 구성된 결사대 덕분에 언데드 스컬지와 불타는 군단의 침략에도 살아남았다. 원래 마그니 브론즈비어드가 다스리고 있었지만, 그가 데스윙의 계략을 막기 위해 대지와 교감하다가 다이아몬드가 되어 사망하고 나서 노움 족의 우두머리 땜장이 왕 맥카토크와 철강 의회가 다스리고 있었으나, 조합 전쟁 당시 분열했던 드워프 일파들인 야생의 망치 드워프, 검은무쇠단 드워프 일파들의 반발로 이들 세 드워프 일파들의 각 지도자들(무라딘 브론즈비어드, 폴스타트 와일드해머, 모이라 타우릿산)이 왕좌권력과 철강의회 권력을 나눠가졌다. 브란 브론즈비어드와 바엘군이 이끄는 드워프 탐험가 연맹도 아이언포지 소속이다.
- 은빛 성기사단(Silver Hand) : 빛의 수호자 우서가 이끄는 성기사 부대이며, 이들은 빛과 정의에 대해 배운다. 그 이후, 우서가 로데론으로 가서 은빛 성기사단을 창단하였다. 본부는 스트라솔름에 있었고 로데론의 왕자 아서스 메네실도 맹마 천하무적을 잃은 슬픔을 이겨내고자 성기사가 될 정도로 은빛 성기사단의 명예는 컸으나 아서스에 의해 스트라솔름이 폐허가 되어버리면서 큰 타격을 입고, 나중에는 우서의 죽음과 함께 언데드 스컬지와 불타는 군단에 의해 역사 속으로 사라진다. 이후 그들의 세력은 붉은십자군으로 이어지지만, 바리안 웨스트윈드로 변장한 말가니스와 세이든 다스로한으로 변장한 발나자르, 그리고 대 종교재판관 이실리엔의 타락으로 인해 십자군은 분열을 맞게 되어 은빛 성기사단의 정통 후예이자 전 하스글렌의 총독 티리온 폴드링 휘하의 은빛여명회와 은빛십자군, 그리고 발나자르와 말가니스 휘하의 타락한 붉은십자군으로 되어있다. 이후, 타락한 붉은십자군은 역병지대 대전투가 끝나갈 즈음에 동부 역병지대 스컬지에 의해 궤멸당해 흡수되고 스트라솔름은 스컬지의 소유가 되지만, 아서스의 사망과 볼바르의 계승으로 스컬지의 세력이 약해지면서 은빛십자군이 이곳을 다시 되찾으려 하고 있다.
- 쿨 티라스(Kul Tiras) : 댈린 프라우드모어가 이끄는 인간 해병 국가이다. 오크 호드에 대한 몰이해와 적대감이 심하지만, 인간 연합에서 제일 강력한 해병대를 지녔다. 이름하여 최강 해병대 군단이라는 별칭까지 땄다. 호드의 스랄과 그 부하들과 싸우다 대도시인 테라모어에서 패배했다. 그러나 로데론이나 달라란, 쿠엘탈라스와는 달리 완전히 붕괴되지 않았고, 현재 탄드레드가 치국을 하고 있다. 참고로 쿨 티라스는 호드와 마찬가지로 로데론이 언데드 스컬지와 불타는 군단에 의해 붕괴될 때 시민들을 이끌고 칼림도어로 피신한 덕분에 위기를 모면했던 군단이기도 하다.
- 달라란(Dalaran) : 마법사들의 국가이며, 달라란에 있는 자들은 다들 지식이 방대하며 총명하다. 아라소르의 여러 지식에 관심있는 자들이 쿠엘탈라스에서 마법을 배운 후 모두 함께 실질적인 마법 연구를 하기 위해 달라란을 세운다. 2차 대전쟁 때 카드가가 달라란의 국왕으로 잠시 있었으며, 그 이후로 안토니다스가 연이어 국왕과 상원 대마법사를 역임했다. 한때 불타는 군단의 아키몬드가 달라란을 모래바람에 휩싸이게 했지만 안토니다스 휘하의 마법사들이 죽기로 싸워 지켜낸 덕에 위기를 모면했다. 그러나 로데론과 쿠엘탈라스가 언데드 스컬지와 불타는 군단에 의해 망하고 결국 이곳도 언데드 스컬지와 불타는 군단에 의해서 패망한다. 현재는 키린 토의 마법사 로닌이 노스렌드 상공에 달라란을 재건하였다. 저주받은 자들의 교단의 수장이자 리치 왕의 심복인 켈투자드도 생전에는 달라란의 마법사였다.
- 스트롬가드(Stromgarde) : 최초의 인간 국가이자, 인간 연합을 만든 영웅 소라딘이 세운 나라이다. 그의 업적을 기리기 위해 북쪽에 소라딘 성벽도 쌓았다. 나중에 토라스 트롤베인이 왕위에 오르면서, 2차 대전쟁으로 인해 폐허로 변해버린다. 월드 오브 워크래프트에서는 그의 조카 갈렌 트롤베인이, 현재 스트롬가드를 차지한 알터랙의 후손들인 비밀 코프스와 대치중에 있다. 또한 이들은 알터렉 비밀 코프스 견제를 위해 오크 호드와 동맹을 맺었다.
- 길니아스(Gilneas) : 인간 연합 중 제일 강력한 강대국이었으며, 초대 국왕은 길니아스 그레이메인이다. 로데론과 대립을 하다가, 오크 호드의 침략으로 로데론과 동맹을 맺는다. 그러다가 로데론이 언데드 역병으로 멸망하자, 로데론 피난민은 길니아스로 가지만 역병의 확산이 두려워 그레이메인 성벽을 굳게 잠그고 은둔한다. 결국 인간 연합 중 제일 강력한 나라 자리를 쿨 티라스에게 빼앗긴다. 월드 오브 워크래프트에서는 아루갈이 퍼트린 늑대인간 저주로 인하여 모든 백성들이 늑대인간이 되자, 은둔치국을 접고 인간 연합에 합류했다. 그러나 인간 연합에 합류한 것이 포세이큰에 자극이 되어 포세이큰의 대대적인 침공을 받아 궁성과 그레이메인 장원을 제외하고 대부분 역병투척으로 인해 황폐화되고, 왕자인 리암 그레이메인마저 잃는 참극을 겪으면서 조금씩 멸망의 길을 걷게 된다.
- 알터랙(Alterac) : 인간 연합 중 제일 약했던 약소국이었으며, 초대 국왕은 스칼밍 페레놀드이다. 그들은 여러 강대국으로 둘려쌓여 2차 대전쟁 때 오크의 침략으로부터 자신들의 나라가 안전한 나라라고 자부했지만, 승리점이 오크에게 있다는 어리석은 생각에 사로잡혀 오크와 손을 잡고 타렌 제분소 보급부대를 기습한다. 결국 얼라이언스 동맹에게 쓸리고, 알터랙 귀족들은 비밀 코프스가 된다. 그리고 월드 오브 워크래프트에서는 스칼밍의 아들 엘리덴 페레놀드가 비밀 코프스를 이끌고 있다. 2차 대전쟁 당시에 바로브 가문의 가주인 알렉세이 바로브는 알터렉의 핵심 간부였다.[1]

### 테레나스 2세
로데론
워크래프트 2에 등장했던 로데론의 마지막 국왕이다. 외아들인 아서스를 우서와 댈린, 무라딘으로 하여금 무술을 익히게 하는 한편, 안토니다스와 마그니 브론즈비어드로 하여금 마법을 배우게 한다. 테레나스 2세는 그동안 먹은 나이와 잔병치레로 인해 몸은 약하였지만, 지략이 뛰어나 여러 차례에 걸친 불타는 군단과 호드의 침입을 무찔렀다.
그리고 1차 대전쟁 때 오크와의 전쟁 중 많은 포로들을 잡아서 얼라이언스 연합의 노예로 만들고, 2차 대전쟁 때 오크 호드의 침략을 피하러 온 스톰윈드의 장수들과 군사들을 아낌없이 지원했다. 그리고 나라를 강력히 하기 위해 부국강병으로 군대의 규모를 늘리는 한편, 로데론의 번영과 빛나는 미래, 가난한 백성들을 위하여 자신이 많은 재산을 기부하였으며, 재능있고 유능하며 뛰어난 사람들을 잘 골라 썼다.
그렇게 나라를 잘 다스려 나가던 도중, 불타는 군단과 오크의 검은바위 부족이 다시 로데론에 침략하였다는 급보를 듣는다. 여기서 전 스톰윈드 출신 마법사였던 메디브를 만나 로데론의 종말에 대한 이야기를 듣는다. 만일 이때 테레나스 2세가 메디브의 예언을 들었더라면 로데론은 1차, 2차 대전쟁에 이어 스컬지의 역병과 불타는 군단의 핍박에도 불구하고 멸망하지 않고 살아남았을 것이고 아서스 왕자는 뒤를 이어 로데론을 다스렸을 것이다.
하지만 테레나스 2세는 의심이 많은 성격이라 메디브의 예언은 도저히 말이 안 된다며 무시하고 쫓아냈으며 이로 인해 마침내 그의 불행이 시작되고, 설상가상으로 언데드 스컬지와 불타는 군단의 말가니스를 추격하다가 서리한에 영혼을 빼앗겨 몸과 마음이 타락해버린 아서스에게 죽음을 당하고 그 영혼도 서리한에게 먹혀버린다. 그의 유해는 빛의 수호자 우서가 지켜냈지만, 결국 그 유해마저 타락한 아서스가 죽인 흑마법사이자 저주받은 자들의 교단의 수장인 켈투자드를 살리기 위하여, 켈투자드의 유해와 맞바꾸어 들판에 버려진다. 하지만 나중에 실바나스 윈드러너가 수습함으로써 현재 포세이큰의 영토로 된 언더시티 왕실에 묘지가 안치되어 있다. 애마는 용감무쌍. 월드 오브 워크래프트: 리치 왕의 분노에서도 도입부에서는 목소리를 통해, 리치 왕의 몰락에서는 영혼의 모습을 통해 등장.

### 빛의 수호자 우서
은빛 성기사단
빛의 수호자 우서는 1차 오크 전쟁에서 빼앗긴 스톰윈드를 찾기 위해 싸운 백전의 노장이다. 안두인 로서 경의 부관이며 쿨 티라스의 대제독 댈린 프라우드무어와 친구 사이였다. 노스샤이어가 그의 고향이며 노스샤이어 수도원에서 알론서스 파올의 제자가 되고 빛과 정의에 대해 알았다.
그 이후 우서는 1차 오크 전쟁과 2차 오크 전쟁을 치른다. 1차 오크 전쟁에서는 비록 졌으나 많은 오크 전사들을 포로로 잡아 연합의 노예로 팔아버리는 공적을 세웠으며, 2차 오크 전쟁에서 흑마법사 굴단이 불타는 군단의 살게라스에 의해 타락하여 호드의 전통적인 주력 기병인 늑대 기병대를 해체시킨 것을 알아낸 우서는 국왕 테레나스 2세에게 출사표를 올려 오크들을 크게 무찌름으로써 당당하게 로데론으로 개선한다.
그는 자신의 큰 공헌을 널리 알리기 위해, 로데론으로 가서 은빛 성기사단을 창단하였다. 한때 로데론의 왕자 아서스 메네실까지도 입단할 정도로 은빛 성기사단의 명예는 컸으며, 게다가 스컬지의 역병과 불타는 군단만 아니었으면 우서는 아서스가 왕위에 오른 이후 무거운 공로를 인정받아 명예 기사단장으로 승진되어 죽을 때까지 기사단을 이끌었을 것이다. 하지만 치명적인 언데드 저주와 스트라솔름 대학살로 인해 제이나 프라우드무어와 함께 아서스와 결별, 사랑하는 제자 아서스가 서리한에 타락함으로써 우서는 언데드 스컬지의 2세대 죽음의 기사가 되어버린 제자인 아서스와 싸우다 망치를 쥔 팔을 잃은 뒤, 최후의 일격으로 참살당하고 그의 죽음으로 은빛 성기사단도 역사 속으로 사라진다. 현재 그의 무덤은 연합 군대가 주둔한 서리바람 야영지에 위치해 있으며 그를 추모하는 동상도 세워져 있다. 애마는 일편단심이며 무기는 그가 은빛 성기사단을 창단할 때부터 사용했던 "빛의 망치".
다음 글귀는 우서 경이 죽기 전 아서스에게 마지막 말을 남기는 부분이다.
- 빛의 수호자 우서 :"지옥에 너만을 위한 특별한 자리가 마련되어 있기를 진심으로 바란다, 아서스."
- Uther the Lightbringer : "I dearly hope there is a special place in hell waiting for you, Arthas."
- 타락한 아서스 :"그것은 알 수 없을 겁니다, 우서 경. 나는 영원히 살 텐데 말입니다."
- Arthas the Death Knight : "We may never know, Uther. I intend to live forever."

### 댈린 프라우드무어
쿨 티라스
얼라이언스의 해상왕국 쿨 티라스의 제독이자 쿨 티라스의 초대 왕. 안두인 로서의 부관이었으며 빛의 수호자 우서와 친구 사이였다. 워크래프트 1에서는 레인 린이 가로나에게 암살당하고 나서 스톰윈드가 무너지자 로서, 우서와 같이 스톰윈드를 찾고자 노력했다. 스톰윈드가 오크 호드로부터 해방하고 그는 자신이 그가 제독으로 있던 섬에 새로운 국가를 세우고 왕으로 취임하는데 , 강력한 정예 해군과 해병대를 가지고 있는 쿨 티라스이다.
그는 쿨 티라스가 성립되기 전에 인간의 미래와 그 지역의 주민들을 위하여 자신의 모든 재산을 기부하였고 강력한 해상군을 육성해냈다. 그의 군대는 출신성분을 가리지 않고 실력이 뛰어난 인재를 등용해 군대를 키웠으며 국가를 세우고 난뒤에는 신분고하를 막론하고 모든 쿨 티라스 백성들에게 병역을 부과해 군대를 육성한다. 명령과 복종을 통한 통제보다는 자신과 고위장교들이 선봉에 서서 전쟁에 임하고 솔선수범으로 정예병을 키웠으며 좋은 정책과 의견을 적극적으로 수렴해 신분에 얽매이지 않는 파격적인 행정과 인사를 통해 고질적이고 잘못된 부분을 고쳐나갔다.  그 결과 쿨 티라스는 전대륙이 혼돈의 소용돌이에 휩쌓여 로데론이 무너지고 스톰윈드가 전화에 휩쌓일때도 튼튼한 재정과 강력한 군대를 지는 강대국으로 거듭난다.
또한, 쿨 티라스는 얼라이언스의 일원으로 불타는군단의 침략으로, 스톰윈드가 침공당하자 소극적이거나 심지어 배신까지 했었던 다른 인간 국가들과 달리 적극적으로 전쟁에 참여하여 결국 스톰윈드를 수복하는 쾌거를 이뤘다. 그러나 그로 인해 2차 대전쟁 때 상관 로서와 장남 데렉을 잃었고 3차 전쟁에서는 타락한 아서스에게 맹우 우서를 잃었다.
하지만 불타는 군단이 더욱 막강해진 세력을 이끌고 또다시 로데론에 침략하자, 인간을 위한 새로운 방향을 모색하게 되고 자신의 자녀인 탄드레드와 제이나의 의견을 받아들여 알터렉, 로데론 등 무너진 국가들의 피난민들의 지원을 겸해 칼림도어에 근거지를 마련하기 위해 부대를 칼림도어로 파견한다. 그의 딸이자 키린토의 마법사중 하나였던 제이나는 쿨티라스의 정예병을 이끌고 칼림도어에서 모험을 하게 되고 이 과정에서 오크 호드의 서리늑대 부족의 스랄이 이끄는 호드와 말퓨리온이 이끄는 나이트 엘프를 연합하여 불타는 군단의 침공을 막아내는 성과를 내기도 한다.
한편으로 딸의 행방이 묘연해지자 그는 직접 군대를 이끌고 칼림도어로 향하게 되고 먼지진흙 슾지대(지금의 테라모어)에서 딸과 조우를 하게 된다. 하지만 그곳에서 거기에서 딸 제이나가 스랄이 이끄는 호드와 연합하고 있는 모습을 발견하고 격노하게 된다. 이로 인해 델린은 제이나와 크게 충돌하였으며, 제이나는 아버지를 설득하려 하였다.
그러나 하이잘 전투를 겪으며 스랄과 뜻을 같이하여 교류를 통해 호드를 아제로스의 일원으로 인정한 딸 제이나와는 달리, 일평생을 호드의 침략에 맞서 최전선에서 호드와 싸웠으며 호드의 침략에 수많은 인간들이 죽고 왕국은 무너지고 그 과정에서 자신의 아들과 동지들의 죽음을 눈앞에서 목도해 호드의 어두운 본성을 꿰뚫고 있던 그에게 제이나의 이상은 치기어린 망상에 불과했다, 특히 호드중에서도 오크들의 끝없는 호전성, 힘에 굶주린 욕망과 그로인한 타락을 가장 잘알고 있는 그에게 오크는 절대 믿을 수 없는 피에 미친 짐승일 뿐이였다.
결국 칼림도어에 정착해있던 스랄을 필두로 한 호드 연합과 전쟁을 벌리게 되고 처음에는 쿨티라스 정예병들의 존재로 강세를 이루었지만 쓰랄은 트롤의 검은창부족과 타우렌을 동맹으로 끌어들이고 렉사를 통해 오우거 부족까지 규합해서 승기를 잡게 된다. 결정적으로 처음부터 전쟁에 비협조적이였고 나중에는 아버지를 치려는 스랄의 군대를 자신의 땅에 통과시켜준 제이나의 배신으로 델린은 칼림도어에서 전사하게 된다.
하지만 결국 아버지를 배신하면서까지 관철시킨 자신의 신념으로 건설한 테라모어는 호드의 계책으로 잿더미가 되었다.  제이나는 이과정에서 이런 상황을 감지하고 친구라고 믿었던 스랄에게 도움을 요청했지만 스랄의 방관과 호드의 몰살정책으로 자신이 호드에 얼마나 어처구니없는 믿음을 가지고 있었는지 깨닫게 된다. 그리고 자신의 영지와 영주민, 그리고 자신의 친우와 동맹군을 한번에 몰살당하게 된다. 결국 과거에 자신을 향해 '너보다는 내가 호드를 잘 알고 있으며 절대 호드를 믿지 말라'는 아버지의 경고를 기억해내고 회한과 조절할 수 없는 분노에 휩싸이고 오크들을 몰살시키기 위해 오크가 사용한 집중의 눈동자를 획득해 칼림도어에 해일을 불러 오그리마를 지워버리려는 작전을 수립하고 실행하게 되지만 정령과의 소통으로 이 사건의 진실을 알게 된 쓰랄의 뒤늦은 방해와 집중의 눈동자를 추적하며 그녀를 진정으로 걱정한 칼렉고사의 설득으로 작전은 중단된다. 하지만 그 사건으로 인해 제이나는 호드에게 다소 우호적이였으며 정치적으로는 중립적인 노선을 완전 폐지하고, 호드를 적대시하게 된다. 나라를 잃어버린 그녀는 다시 키린토의 일원으로 돌아갈것을 청하지만 자신의 죽음과 키린토의 앞날을 내다본 로닌의 통찰과 키드가의 추대로 키린 토의 수장으로 취임하게 된다.
쿨 티라스의 칼림도어 진출 계획은 테라모어의 몰락으로 결국 실패로 끝났지만 쿠엘탈라스나 로데론과는 달리, 쿨 티라스는 몰락하지 않고 차남 탄드레드에 의해서 재건중이며 스톰윈드에는 1,2차 대전쟁에서 스톰윈드를 위해 싸웠으며 스톰윈드를 다시 일으켜준 항상 인간을 위해 최선을 다했던 그의 업적을 기리기 위한 동상이 세워져있다.

### 탄드레드 프라우드무어
쿨 티라스의 2대 제독
2차 대전쟁 당시 전사한 데렉 프라우드무어의 동생이자 댈린 프라우드무어 대제독의 차남으로 전사이자, 제이나의 남동생이다. 탄드레드는 자신의 누나인 제이나가 아서스와 사귀는 것에 반대하였는데, 비록 아서스의 용맹과 끈기는 가상하게 여겼으나 고집불통과 다혈질적인 성격을 싫어했고, 그가 마검 서리한에 의해 타락해버린 이후로는 적대감이 커졌다.
본국인 쿨 티라스가 호드의 서리늑대 부족에 의해 위험에 빠진 급보를 듣고, 쿨 티라스로 가서 아버지를 도왔지만 타이밍이 한발 늦어서 실패하고 형에 이어 아버지를 잃는다. 이후, 아버지의 뒤를 이어 쿨 티라스의 제독이 되고 쿨 티라스 복구에 전념하게 된다. 그 이후, 아버지를 잃고 나서 전쟁에 대한 충격이 가시지 않아, 탄드레드 역시 누나인 제이나처럼 편견타파에 혁신적인 사고방식을 가지며 희망없는 전쟁에 부정적인 생각을 갖게 된다.

### 제이나 프라우드무어
전 - 달라란 소속의 마법사 & 칼림도어의 도시국가 테라모어의 지배자 / 현 - 키린 토의 의장
댈린 프라우드무어 대제독의 장녀로 데렉의 여동생이자 탄드레드의 누나이며, 달라란의 1급 마법사이자 특수 요원이기도 했다. 그녀는 쿨 티라스의 한 도시를 책임지고 있으며, 달라란의 국왕 안토니다스에게 마법을 배웠다. 아버지와 남동생이 칼도레이 나이트 엘프와 인연이 깊다면, 제이나는 오크 호드의 혁신적이고 전통적인 족장인 스랄과 인연이 많으며 게다가 넓고 멀리 볼 줄 아는 성격과 더불어, 오크가 본래는 피에 굶주린 포악한 종족이 아닌 고대 샤머니즘을 숭배하는, 평화롭고 번영의 가능성이 있는 온화한 종족임을 수련 마법사 시절부터 잘 알고 있었던 덕분에 사고 방식과 이념도 스랄과 잘 통한다. 게다가 불타는 군단에 저항하기도 했으며, 보수적이고 과거에 집착하는 아버지와는 달리, 개방적이고 혁신적이어서 전쟁을 싫어한다. 불행히도 아버지, 남동생과 마찬가지로 2차 대전쟁 때 오빠 데렉을 잃은 슬픈 기억이 있다.
예전에는 한때 아서스와는 연인 관계였고, 모든 백성들은 아서스와 제이나가 혼인하여 메네실 왕가를 이어나가리라는 믿음을 가지고 있었으나, 예상과는 다르게 아서스와는 사고 방식과 이념이 다르고 손발도 안 맞아서 그리 오래가지 못했다. 게다가 아서스는 언데드 역병에 제대로 대처하지 못했으며, 그가 은빛 성기사단의 본부이자 로데론의 대도시인 스트라솔름을 파괴하려 할 때, 빛의 수호자 우서와 함께 아서스와 결별해 버린다. 그리고 아서스가 마검 서리한에 의해 타락해버리자, 남동생인 탄드레드처럼 아서스와의 관계를 완전히 끊어버리고, 메디브의 예언대로 칼림도어로 피신하여 스랄이 이끄는 서리늑대 오크 부족, 나이트 엘프 센티넬과 동맹을 맺어 불타는 군단을 역사에서 지워버린다.
그 이후에 스랄이 캐린, 로칸, 렉사와 연합하여 쿨 티라스를 공격하려고 하자, 아버지인 댈린 몰래 스랄을 지원하여 결국 댈린은 전사한다. 스랄과는 진보적 성격과 이념을 같이한 덕분에 사이가 그닥다리 멀어지지 않았고 게다가 아버지 때문에 냉랭해졌던 호드와의 서먹한 동맹관계도 곧 회복되었으나, 아버지를 죽인 렉사와는 사이가 아주 멀어진다. 만일 렉사가 아버지를 죽이는 대신 생포해서 평화 조약을 맺는 데 결정적인 역할을 했다면 렉사와도 가까워졌을 것이다. 그 뒤, 그녀는 쿨 티라스 왕국 지역의 폐허 지대에 테라모어 항구를 세우고 그곳을 지배하는 대표자가 된다. 이후 리치 왕이었던 연인 아서스가 사망하자, 그의 죽음을 슬퍼하였다.
월드 오브 워크래프트의 4번째 확장팩인 '판다리아의 안개'에서는 그녀에게 엄청난 변화가 찾아온다. 호드의 대족장인 '가로쉬 헬스크림'의 계략에 의하여 그녀가 다스리던 테라모어는 청룡군단의 보물인 '잡중의 눈동자'로 만들어진 마나 폭탄에 의하여 흔적도 없이 사라진 것. 호드와 얼라이언스의 화해를 외치던 그녀는 엄청난 충격을 받고 복수심에 눈이 멀어 호드의 수도인 오그리마를 몰살시키려 한다. 다행히 그녀의 오랜 친구이자 혁신파 맹우인 호드의 전 대족장이자 대지고리회의 지도자인 스랄의 만류와 청룡군단의 전 위상이였던 칼렉고스의 진심어린 설득으로 정신을 차리게 된다. 이후 자신의 어리석음과 잘못을 반성한 그녀는 자신이 어린 시절 마법을 배웠던 키린 토에 찾아가 견습 마법사로서 새로운 출발을 하려고 하였으나, 자신이 죽을 거라는 사실을 직감한 로닌의 유언에 의하여 새로운 키린 토의 의장에 취임한다.

### 아서스 메네실
은빛 성기사단
로데론의 마지막 임금 테레나스 2세의 외아들인 로데론의 왕자로, 칼리아 메네실의 남동생이다. 스타크래프트의 사라 케리건 등과 함께 블리자드가 낳은 비극적인 다크 히어로이며 그의 모든 여정이 담겨진 소설 아서스: 리치왕의 탄생의 주인공이기도 하다. 그는 어렸을 적, 아이언포지의 왕족인 무라딘 브론즈비어드로부터 무술을, 달라란의 대마법사이자 키린 토의 의장인 안토니다스로부터 마법을 배웠다. 그리고 19세에 은빛 성기사단에 입단하게 된다. 그 곳에서 정의를 배우고 또다른 기술을 배우고, 완전한 성인이 된다. 아서스는 수하들이 잘 따를 정도로 인간적인 성격과 함께 전략과 무술에도 유능한 왕자였지만, 지나친 다혈질에 다소 경솔하고 고집불통이었다. 언데드 역병을 조사하러 나갈 때, 유통 지역인 안돌할에 이어 하스글렌까지의 참상을 보고 나서는 점점 다급해지게 되고, 은빛 성기사단의 본부이자 로데론의 대도시인 스트라솔름까지 오게 된다.
그러나 타이밍이 늦어 그곳에는 거의 모든 백성이 역병에 오염된 상태였고 그곳에서 우서와 제이나의 만류에도 불구하고, 말가니스가 오염된 백성들을 부하로 만들기 전에 모두 죽이고 스트라솔름을 불태워 완전히 폐허로 만들어 버린다. 이 과정에서 스승 우서와 연인 제이나는 그릇된 자비심에 사로잡힌 아서스의 광기에 실망해 결별한다. 그리고 그곳에서 언데드 스컬지와 불타는 군단의 말가니스가 노스렌드로 오라는 말만 믿고 노스렌드로 간다.
이 과정에서 실종된 옛 스승인 무라딘을 만나고 노스렌드를 헤매던 도중, 서리한이라는 저주받은 칼을 찾게 된다. 무라딘의 만류와 걱정에도 불구하고 그는 서리한을 찾아 손에 넣고 마침내 말가니스를 제거하게 되지만, 나중에 서리한에 영혼을 먹혀 타락해버리고 수하인 팔릭과 마윈도 언데드가 되어버린다. 사실, 서리한은 넬쥴이 자신의 몸을 다시 찾기 위하여 일부러 방치해 두었던 칼이었다. 그리고 언데드 스컬지의 1급 2세대 죽음의 기사가 된다. 애마는 태어나면서부터 아서스와 평생을 같이했던 천하무적이며 그가 서리한을 얻기 전까지 사용했던 무기는 "빛의 복수"라고 불리는 은빛 망치.

### 그레고리 에드먼슨
은빛 성기사단
우서 휘하의 은빛 성기사단의 고위 성기사 중 하나로 이후 켈투자드를 부활시키려는 타락한 아서스에게 목숨을 잃는다.

### 니콜라스 부잔

#### 은빛 성기사단
역시 우서 휘하의 은빛 성기사단의 고위 성기사로 테레나스 2세의 무덤을 지키고 있다가 역시 아서스에게 죽는다.

### 마그니 브론즈비어드
아이언포지
카즈 모단을 다스리던 아이언포지의 국왕이자 무라딘과 브란의 형이다. 그는 활발한 무라딘과는 달리, 탐험을 싫어하며 비싸고 희귀한 보석과 강력한 고품질 금속보다 정치와 경제, 마법에만 관심이 있었다. 키린 토의 의장 안토니다스에게 마법을 배웠으며, 아이언포지의 빛나는 미래와 백성들을 위하여 자신이 많은 재산을 기부하였고, 재능있고 유능하며 뛰어난 드워프들을 잘 골라 썼다.
드워프 족 고유의 덩치가 아깝게 겁이 많으며 무술과 지구력은 취약하지만, 두뇌 회전이 빠르고 전술적인 책략도 기막히게 뛰어나 여러 차례에 걸친 불타는 군단과 호드의 침략을 막아내었다. 그는 융통성 있는 큰동생과는 다르게 다혈질에 고집불통인 아서스를 아주 싫어하였으며, 아서스가 마검 서리한에 타락해버린 이후로 아서스의 세력을 수 차례 공격하여, 타락한 아서스를 죽이려 하지만 성공하지 못한다.
월드 오브 워크래프트 3번째 확장팩인 대격변에서는 인간 연합의 드워프 철강의회의 대표로 있던 중에 스톰윈드의 왕 바리안 린, 제이나 프라우드무어, 에이그윈 등과 함께 모험가들을 소집하여 흑룡군단의 지배자 넬타리온(데스윙)의 부활을 막고 그의 음모를 알아내기 위해 대지와 교감하는 의식을 하지만 몸이 다이아몬드가 되는 저주를 받아 사망한다. 그의 죽음 이후 아이언포지는 극심한 혼돈에 휩쌓이나 큰동생인 무라딘과 야생의 망치 드워프의 대표인 크루두란, 친딸이자 검은무쇠 드워프의 대표인 모이라에 의하여 세망치 의회가 결성되어 평화를 맞이한다.

### 무라딘 브론즈비어드
아이언포지/드워프 탐험 연맹
카즈 모단을 다스리던 아이언포지의 임금인 마그니 브론즈비어드의 동생이자 브란 브론즈비어드의 작은형이다. 그는 조숙한 마그니와는 달리, 탐험을 좋아해서 비싸고 희귀한 보석과 강력한 고품질 금속에 관심이 많았다. 힘과 지구력이 좋아 자신의 형인 마그니에게 무술의 기본을 가르쳐 주었지만, 형 마그니가 쉽게 포기함으로써 실패한다. 마그니는 무술보다는 마법을 좋아하였기 때문이다. 이후 브란, 바엘군과 함께 드워프 탐험 연맹을 세운다. 예전에는 아서스의 고집스러운 인내심을 마음에 들어하여 그를 엄하게 가르쳤다.
어느 날 노스렌드에 서리한이라는 칼이 있다는 소식을 받고, 형의 만류에도 불구하고 터무니없이 찾으러 가다 몇 년 동안 실종되었다. 다행히 아서스를 만나고 탈출을 원했지만, 아서스의 관심사는 말가니스를 제거하려는 것뿐이었고 그가 노스렌드의 용병들까지 속여서 죽이는 것까지 보았다. 그리고 정령어를 해독한 결과, 서리한이 저주받은 칼이라는 것을 알고 아서스에게 뽑지 말고 로데론으로 빨리 돌아가라고 했지만, 아서스는 무라딘의 걱정을 무시하고 서리한을 뽑게 된다. 그리고 그 충격으로 튀어나온 얼음 조각에 맞아 중상을 입게 된다. 다행히 얼음 조각이 급소를 비켜간 덕분에 소문과는 달리, 실제로는 살아있는 것으로 밝혀졌고 그는 노스렌드의 드워프들에게 발견되어 그들의 지도자가 된 뒤에 그의 동생 브란이 찾아내 그는 기억상실증 상태에서 풀려나 기억을 되찾게 되고 그 뒤 마그니의 사망으로 현 아이언포지의 지도자가 되었다. 이후에 옛 제자인 리치 왕 아서스가 사망하자, 그의 죽음을 슬퍼하였다.

### 안토니다스
달라란
달라란의 대마법사이자 키린 토의 의장이다. 이 영웅적인 노현자는 한때 침략한 불타는 군단을 반대 속성 마법으로 막고 달라란을 복구시킨다. 안토니다스는 무술과 지구력은 취약하였으나, 지략과 마력, 두뇌 회전이 아주 뛰어나 여러 차례에 걸친 적의 침입을 막아낸다. 카드갈 다음으로 키린 토의 의장이 되어 가난한 백성들과 달라란, 키린 토의 빛나는 미래를 위하여 많은 재산을 기부하였으며, 재능있고 유능하며 뛰어난 사람들을 잘 골라 썼다.
안토니다스는 마법을 위주로 하는 공격을 주력으로 하였으며, 그 중에서도 불 마법은 엄격히 금지시켰다. 불 마법은 사악한 데다가 불타는 군단의 침략을 불러일으키는 것을 제공하였으므로, 불 마법의 천적 속성인 물과 얼음 마법만 쓰게 하였던 것이다. 아이언포지의 국왕인 마그니 브론즈비어드와 쿠엘탈라스의 국왕인 아나스테리안 선스트라이더, 쿨 티라스의 대제독 댈린 프라우드무어의 둘째이자 장녀인 제이나에게 마법을 가르쳐 주었다. 게다가 오크가 본래는 고대 샤머니즘을 숭배하는 온화한 종족임을 잘 알고 있었다.
그렇게 나라를 잘 다스려가던 도중, 로데론의 종말이 다가왔다는 메디브의 예언을 듣는다. 하지만 세상의 이치에 개방적이고 현실을 밝게 볼 줄 아는 제자인 제이나와는 달리 안토니다스 역시 의심이 많고 외부 현실에 무관심한 성격이었기에 그의 예언을 무시하고 돌려보낸다. 그리고 언데드 스컬지가 쳐들어오자 달라란의 전사들과 마법사, 아이언 포지의 임금인 마그니의 강력한 지원군을 바탕으로 단단한 방어를 하였다. 처음에는 단단한 방어를 하여 언데드의 전방 군단들을 막는 데는 데는 성공하였으나 불사체가 된 옛 친구이자 전 달라란의 상원의원이었던 켈투자드와 그의 언데드 마법사 군단과 타락한 아서스의 후방 군단의 기습으로 언데드 스컬지는 승리, 안토니다스는 죽게 되고 달라란은 언데드 스컬지에 의해 폐허가 된다. 이후, 그의 원혼은 다른 2명의 대마법사의 원혼들과 함께 달라란 지하를 떠돌다가 블러드 엘프의 지도자 캘타스 선스트라이더가 나가 족 바쉬와 함께 가리토스에게서 탈출하던 도중에 그들에게 공격당함으로써 그들의 원혼은 황천세계로 갔다.

### 가리토스
스톰윈드
스톰윈드의 대장군 출신이자, 기사단의 단장이다. 그는 두뇌 회전은 느렸으나 무술에 매우 뛰어나서 언데드와의 전쟁인 두 차례의 은빛소나무 숲 전투에서 모두 승리를 거두었다. 그는 무술과 지구력으로 따진다면 우서, 댈린과 같은 유능한 대장군이었다. 하지만 가리토스는 지나친 인간 우월주의자에 권력욕과 독재욕이 심하였기 때문에 인간 외 타 종족에게 큰 호평을 듣지 못했다.
그래서 언데드 스컬지를 피하여 학살에서 벗어나 구원을 받으러 온 캘타스 선스트라이더의 블러드 엘프마저도 가리토스의 독선에 싫증나 인간 세력에서 탈단을 하게 되고 캘타스를 잡으려고 병사들을 너무 쏟아부어서 중앙 지역의 병사가 부실하게 된다. 그래서 불타는 군단의 잔당 수장인 나스레짐 족 공포의 군주 데서록에 의해 중심지를 빼앗기고 가리토스는 데서록에 의해 강령당해 정신적 부하로 있었다. 그러나 얼마 가지 않아 불타는 군단의 패망과 함께 실바나스가 데서록을 제거하자 강령이 풀리고 자신만의 나라를 세우려는 실바나스의 거짓말에 넘어가 동맹을 맺고 불타는 군단의 발나자르와 전쟁을 한다. 하지만 전투 승리 후 실바나스에게 속아 토사구팽된다. 이로 인해 가리토스의 쿠데타로 쫓겨났던 바리안 린이 복위하였고 이후에는 스톰윈드가 조금씩 회복된다.

### 아나스테리안 선스트라이더
하이 엘프
하이 엘프의 국왕이자 쿠엘탈라스를 다스렸던 마지막 지도자이다. 차고 다니는 검은 아나스테리안의 조상이자 엘프 왕조를 세운 다트리마 선스트라이더가 사용한 화염쐐기. 그는 무술에는 취약하였으나, 지략이 아주 뛰어나 여러 차례에 걸친 적의 침입을 막아낸다. 그는 쿠엘탈라스의 번영과 가난한 백성들을 위하여 자신의 많은 재산을 기부하였고, 재능있고 유능하며 뛰어난 하이 엘프들을 잘 골라 썼다. 달라란의 국왕인 안토니다스에게 마법을 배웠으며, 로데론의 국왕인 테레나스 메네실 2세와 친구 사이였다.
그러나 언데드 스컬지가 쿠엘탈라스에 침공하자, 전쟁 준비를 할 수밖에 없었다. 그는 타락한 아서스가 켈투자드를 살리기 위해 태양샘으로 침공하자, 태양샘 주변에 많은 군사들을 배치하여 타락한 아서스의 침공을 저지하려 하였다. 하지만 다르칸 드라시르의 배신과 함께 언데드의 수는 워낙 많았으며, 결국 수하인 실바나스 윈드러너는 타락한 아서스의 하녀 영혼이 되고 자신은 타락한 아서스와 싸우다 장렬한 죽음을 맞이하고 그의 영혼도 서리한에 잡아먹힌다. 그는 아서스와 싸우기 전 왕자인 캘타스 선스트라이더에게 유언한 적이 있었다. 만일 하이 엘프 족이 망한다면 다른 곳으로 피난을 가되, 절대로 사악하며 교활한 인간들 밑으로는 들어가지 말라고 유언한다. 하지만 캘타스는 부왕의 유언대로 하지 않아 여러 차례 시련과 고통을 겪는다. 화염쐐기는 이후 캘타스가 사용하게 된다.

### 칼렉 마그로스
은빛 성기사단
로데론 혁명군의 대장이자 그레고리 에드먼슨, 니콜라스 부잔, 게빈라드와 함께 우서가 관리하는 은빛 성기사단 소속의 성기사이다. 칭호는 정의의 수호자. 처음에는 국왕 테레나스 메네실 2세의 요청으로 아서스를 따라 같이 언데드 역병 조사에 나섰다. 하지만 아서스는 언데드 역병을 제대로 대처하지 못하고, 백성들이 역병에 오염되자, 오염된 마을은 무조건 소각해야 한다는 말을 듣고 그는 충격에 빠진다. 결국 아서스가 마을을 불태우고 언데드 스컬지의 공포의 군주 말가니스를 없애기 위해 노스렌드로 일단 같이 가지만, 아서스는 여기에서도 못된 짓을 벌인다. 그러던 차에 테레나스 2세의 밀사가 마그로스에게 귀환하라고 명령을 내리자, 아서스는 스스로 배를 가라앉히고는 노스렌드의 용병들이 로데론의 배를 부쉈다고 거짓말한다. 그리고 아서스가 서리한에 영혼을 먹혀 미쳐버리고 아서스의 수하 지휘관인 팔릭과 마윈도 언데드가 되자, 결국 그는 아서스를 버리고 노스렌드에서 탈출해 우서 밑으로 돌아온다.
테레나스 2세와 마그로스의 상관 우서, 그리고 동료 성기사인 그레고리 에드먼슨, 니콜라스 부잔, 게빈라드가 참살당한 뒤, 나가 족에 잡혔다가 나이트 엘프의 도움으로 구출되는 등 큰 시련을 겪었으며 이후 잔존 성기사인 다그렌, 할라크와 함께 로데론을 복구하려고 세력을 긁어모은다. 하지만 은빛 성기사단이 궤멸당한데다가 언데드 스컬지와의 오랜 전쟁으로 무기를 살 재산도 없었기 때문에 시민 보충병으로만 언데드와 상대를 한다. 하지만 아서스 휘하의 언데드의 수가 너무 많아 결국 죽음을 맞이한다.

### 다르갈
아이언포지
마그니 휘하의 박격포 대.

### 루크 발론포스
인간 연합

### 게빈라드
은빛 성기사단
우서 휘하의 은빛 성기사단 소속 성기사. 아서스가 성기사단에 입단할 당시에 "빛의 복수"라는 망치를 하사했으나, 나중에 켈투자드를 부활시키려는 타락한 아서스에게 목숨을 잃고 영혼도 서리한에게 먹혀버린다.

### 캘타스 선스트라이더
하이 엘프/블러드 엘프
하이 엘프 혈통의 왕자. 3차 대전쟁 이전에는 제이나, 아서스 왕자와 삼각관계이기도 했으며, 아서스를 원망하는 마음을 품은 계기는 아서스가 제이나를 자기 편으로 데려갔기 때문. 포세이큰의 지도자 실바나스 윈드러너와 함께 엘프족 외에 다른 종족에게는 배타적이다. 아서스가 이끄는 언데드 스컬지가 캘두자드의 부활을 위해 태양샘을 목표로 쿠엘탈라스에 쳐들어오고 아버지인 국왕 아나스테리안 선스트라이더는 타락한 아서스에게 참살된다.태양샘은 오염되어 안좋은 영향을 미칠 것이라 생각한 캘타스는 태양샘을 파괴한다. 역시 태양샘이 없어지자 하이엘프 백성들은 극심한 마력갈증에 시달리게 된다. 캘타스는 우여곡절 끝에, 나가의 지도자 바쉬와 함께 일리단의 부하를 자청하여 아웃랜드로 가게 된다.
일리단은 캘타스의 충성에 '악마의 마력'을 제공하고 캘타스는 제공받은 악마의 마력석을 쿠엘탈라스로 보내 백성들의 마력중독을 어느정도 해소 시킨다.
악마의 마력이 충분하지 않기 때문에 새로운 마력을 찾아나서는데 황천의 폭풍에서 마력을 뽑아내려는 생각을 하게 된다. 킬제덴과 거래를 해 캘타스의 주둔지가 될 폭풍우 요새를 점령하는 것을 킬제덴(불타는 군단)이 도와주고 캘타스는 그 대가로 킬제덴을 아제로스에 소환하기로 하는 거래를 한다. 폭풍우 요새를 점령한 캘타스는 황천의 폭풍 곳곳에 마나 괴철소를 지어 대지로부터 마나를 뽑아내게된다. 결국 황천의 폭풍이 붕괴하고 과도한 마력이 공허의 생명체들을 불러들이는 부작용을 낳는다. 아웃랜드 전체가 붕괴할 것을 염려한 아달과 호드, 얼라이언스 연합군이 폭풍우 요새로 향해 캘타스를 처치한다. 나중에 킬제덴에 의해 다시 부활해 킬제덴을 섬기게 되지만 마법학자의 정원에서 다시 처치당한다.
무기는 부왕이 생전에 사용했던 화염쐐기이고 반려동물은 불사조 "알라르".

### 겐 그레이메인
길네아스
길네아스의 임금으로, 2차 대전쟁 당시 테레나스 2세와 아나스테리안과의 의견 차이로 맞서다가 결국 인간 연합을 탈퇴하게 되고 자신의 교활한 심복인 베일속 군주 데이벌 프레스톨 경의 의견으로 그레이메인 성벽이라는 거대한 성벽을 축조해 은둔치국을 하게 된다. 이로 인해 역병을 피해오는 로데론의 주민들은 대피하지 못하게 되고 스컬지가 되어버린다. 이후 그는 그림자 엄니 성채의 대마법사 아루갈 헬캐스트의 설득을 받아들여 자신은 물론이고 국민까지 광포한 야수인 늑대인간들로 변하게 만든다. 이후 월드 오브 워크래프트: 대격변에서는 은둔치국을 접고 다시 인간 연합에 합류한다. 그 뒤 그는 연합에 소속된 나이트 엘프 제독인 나이트윈드를 길네아스 제독으로 임명하고, 자신의 은둔치국에 반기를 들었던 반란군의 수장이자 자신의 오랜 친구였던 다리우스 크롤리를 설득하여 그도 늑대인간의 힘을 받아들이게 한다.
다음 글귀는 겐 왕이 다리우스 크롤리를 설득하는 부분이다.
- 다리우스 크롤리:"자넨 오랜 친구로서 왔나, 폭군으로서 왔나?"
- 겐 그레이메인 왕:"둘 다 아닐세. 자네의 동포로서 왔네."

그러나 그로부터 몇 달이 지나지 않아 인간 연합에 적대적이었던 포세이큰의 여왕 실바나스 윈드러너의 침공으로 인해 영토를 대부분 빼앗기고 지금은 그레이메인 장원과 길네아스 궁성의 지구들만 남게 되었다. 또한 자신의 아들인 왕자 리암 그레이메인이 자신을 대신해 실바나스의 독화살에 죽자, 후계자도 없는 실정이다. 게다가 설상가상으로, 애쉬버리 남작과 월든 경, 고드프리 경이 늑대인간으로 변한 겐 왕을 보고는 "늑대인간 따위를 군주로 섬길 순 없다."며 스스로 언데드가 되어 실바나스의 포세이큰 군대에 협조, 포세이큰의 길네아스 침공본대의 지휘관이 된다. 그러나 배신한 늑대반신 라랄을 제거한 뒤에 그의 힘과 엘룬의 지팡이가 결합된 "엘룬의 낫"을 얻게 된 겐 왕은 이 강력한 아티펙트를 자신이 아끼는 심복 중 하나인 길네아스의 특수 조사단장 핼포드 램지에게 부여한다.

### 쏜비
전 민병대/현 쿨 티라스
쏜비는 원래 쿨 티라스 소속 해병대가 아니라 민병대 출신이다. 그는 스트란브래드의 민병대원으로 있던 중에 아서스의 군대를 보고 즉시 무장을 하여 아서스의 군대에 합류해 노예 감독 마쏘그의 검은바위 군대를 아서스와 함께 패퇴시킨다. 이후, 그는 쿨 티라스에 입단하게 되고 아서스처럼 훌륭한 지휘관이 될 것이라는 생각을 하며 훈련에 전념하나, 나중에 아서스가 서리한에 의해 타락하여 아버지인 테레나스 2세를 죽이고 로데론과 달라란을 파괴했다는 소식에 충격에 빠진다. 다행히 언데드 스컬지와 불타는 군단에 의해 쓰러져가는 로데론을 떠나 배렌스로 몸을 피한 덕분에 목숨을 부지할 수 있었고 이후 쿨 티라스의 대제독인 댈린 프라우드무어에게 발탁되어 쿨 티라스의 정예함장으로 임명된다.

## 오크 호드
- 검은바위 부족(Blackrock Clan) : 블랙핸드가 만들고 둠해머가 반란을 일으켜 둠해머가 잠시 이끌었던 흑마법이 주축을 이루는 부족이다. 불타는 군단의 영향을 많이 받은 부족인지라 스랄이 강령술과 흑마법을 전면 금지시킨 뒤에도 악마들을 섬기며 스톰윈드의 치안문제가 되는 부족으로 이들의 부대장급 이상에 현상금이 걸려있다. 당연히 인간 연합만 아니라 고대 샤머니즘을 계승한 문명화 오크 세력에게도 적대 세력이 된다. 현재는 검은바위첨탑이 유일한 본거지이며, 현재 블랙핸드의 아들 렌드 블랙핸드가 다스리고 있으나 실질적으로는 흑룡들을 다스리는 데스윙(넬타리온)의 아들인 네파리안의 지배를 받고 있는 실정이다.
- 서리늑대 부족(Frostwolf Clan) : 원로 주술사 드렉타르와 그의 제자 스랄이 이끄는 부족이며, 1대 족장인 듀로탄이 살아있을 때부터 통일된 오크를 주장하는 강철 호드의 부름을 거부하고, 부족의 생존에 집중하는 과정에서 문명화된 부족이다. 오크들 중 개혁적이고 진보적이며, 전통적이고 뼈대있는 고귀한 토속 신앙인 고대 샤머니즘을 믿고 숭배하며 어둠의 세력(불타는 군단 등)에 대항하기 위해 강령술이나 흑마법은 전면 엄금되어 있다. 그들은 평민, 귀족 할 것 없이 강령술과 흑마법 금지법을 철저히 지키고 있으며 귀족들 역시 부정부패와 정신적 타락의 온상인 강령술과 흑마법에 반대하는 주술사들[12]이다. 당연히 강령술과 흑마법을 사용하는 검은바위 부족과 폭풍강 부족, 황혼의 망치단 등의 타락한 오크 부족들과는 앙숙이 된다. 또한 로데론이 언데드 스컬지에 의해 붕괴될 때 부족을 이끌고 칼림도어의 배렌스로 피신한 덕분에 위기를 모면했던 부족이기도 하다. 이후 월드 오브 워크래프트: 대격변에서는 스랄이 호드의 대족장 자리와 서리늑대 부족장 자리에서 물러난 뒤에는 스랄의 스승이자 원로 주술사인 드렉타르가 다스린다. 주로 사육하는 동물은 늑대와 돼지. 주 영토는 서리불꽃 마루와 듀로타 왕국과 수도 오그리마.
- 전쟁노래 부족(Warsong Clan) : 그롬마쉬 "그롬" 헬스크림이 이끄는 부족이며 역시 문명화된 부족이다. 2차 대전쟁 때 혈엄동굴 부족과 함께 넬쥴의 명령을 따라 얼라이언스 연합과 싸우지만, 대패하여 이들 부족원 대부분은 노약자나 아이들, 부녀자들밖에 남지 않아 궤멸할 위기에 처하지만, 나중에 오그림 둠해머가 이끄는 호드에 합류해서 던홀드 요새를 함락시키고 그곳에 수용되어 있던 많은 오크 병사들을 부족원들로 합류시켜 다시금 발전한다. 서리늑대 부족과 마찬가지로 로데론이 언데드 스컬지에 의해 붕괴될 때 부족을 이끌고 칼림도어의 배렌스로 피신한 덕분에 큰 위기를 모면했으며 중반에 불타는 군단의 만노로스에 의해 지배당해 동족상잔을 일으켰으나, 나중에 그롬의 영웅적인 희생으로 완전히 해방된다. 현재 그롬의 아들 가로쉬[13]가 다스리고 있는 부족이다.
- 피의 발굽 타우렌 부족(Bloodhoof Tauren) : 캐린이 이끄는 미노타우로스 부족이며, 서리늑대 부족, 전쟁노래 부족과 마찬가지로 이 부족 역시 문명화되었다. 토테미즘을 숭배하는 타우렌 족들이 주축을 이루는 부족이며 마법보다 물리적인 전쟁에 능한 부족이다. 그 이후 계속해서 발전해 나가고 있다. 후계자는 캐린의 아들인 베인이다. 월드 오브 워크래프트: 대격변에서 캐린이 흑마법을 사용하는 그림토템 타우렌 부족의 계략으로 독살당하자, 족장자리에 베인이 올랐다. 주로 사육하는 동물은 코도와 비룡이며 최근 들어서는 하피, 켄타우로스에 이어 멧돼지인간들의 위협을 받고 있다.
- 검은창 부족(Darkspear Clan) : 숲 트롤, 얼음 트롤, 어둠의 트롤과 같은 혈족인 밀림 트롤들로 구성된 이 부족은 부두교를 믿으며 마법(주로 의학 계열)에도 능하지만 창을 던져 공격하는 괴상한 부족이다. 마찬가지로 문명화된 부족이다. 한때 블랙핸드의 폭정으로 큰 위기를 겪기도 했으나 다행히 스랄 덕분에 성장하였으며 기존의 족장인 의술사 센진이 나가 족의 멀럭 떼에게 죽자 로칸과 볼진이 통치하고 있다. 이 트롤 부족은 깨진엄니 부족과 함께 아마니 트롤 제국 부족 중에서 호드의 편을 들고 있다.(다른 아마니 트롤 제국 부족들은 줄아만으로 모여 줄진과 함께 했다가 줄진이 사망하면서 떠돌다가 잔달라가 대격변의 폐허지대에서 봉기함으로써 이들에게로 모여 있다.) 2차 전쟁 당시 불타는 군단의 악마 에너지를 끌어모으기 위해 건립된 폭풍의 제단을 탈바꿈시킨 종족도 이 검은창 부족이다. 주로 사육하는 동물은 빠르지만 난폭하기로 소문난 랩터.
- 깨진엄니 부족(Revantusk Clan) : 검은창 부족의 밀림 트롤과 같은 혈족으로, 로데론의 초기 토착 종족인 숲 트롤들로 구성된 부족. 마찬가지로 부두교를 믿는다.
- 폭풍약탈자 부족(Stormreaver Clan) : 굴단이 1, 2차 오크 전쟁을 일으켰던 부족이며, 1세대 죽음의 기사를 만들고 오우거를 끌어들였다. 검은바위 부족과 마찬가지로 흑마법이 주축을 이루며, 굴단이 살게라스의 눈을 찾으려고 하다가 괴멸당했다. 그의 후손들과 잔당은 칼림도어에서 방랑하다가, 굴단의 제자였던 드락술에 의해서 그들은 재결합했으며 칼림도어에서 활동하고 있다. 검은바위 부족과 함께 인간 연합만 아니라 고대 샤머니즘을 계승한 문명화 오크 세력에게도 적대 세력이 된다. 이들은 강령술과 흑마법으로 서리늑대 부족이 다스리는 듀로타의 수도 오그리마를 침공하고 주술사들의 신성한 보물을 약탈하여 흑마법에 악용하는 등 악행을 계속 일삼자, 오그리마에서는 강령술과 흑마법 금지법을 어기고 또다시 호드를 더럽히려는 이들에 대해 현상금을 걸었다.
- 웃는해골 부족(Laughing Skull Clan) : 흑마법사 오우거 모고르가 이끄는 2차 대전쟁에 참전한 잔인한 부족으로 오우거와 오크가 주력군사이며 마법보다는 물리적인 전쟁에 능했다.
- 으스러진 손 부족(Shattered-Hand Clan) : 이름에서 알 수 있는 이 부족명은 전 검은바위 부족의 사령관이었던 펠 오크 카르가스 블레이드피스트가 만든 부족이므로 매우 잔인하고 극도로 강력한 오우거와 오크가 조합된 부족이다. 전쟁중에 왼손을 잃은 카르가스는 그 팔에 대검을 차고 다녔고 나중에 자신의 오른손마저 잘라서 도끼를 차고 다녔다. 으스러진 손 부족의 보병들은 모두 양손을 제거하고 양팔에 무기를 고정시켰으며 매우 광신적이다.
- 피눈물 부족(Bleeding Hollow Clan) : 강력한 오크 전사 킬로그 데드아이가 이끌었던 부족이다. 드레노어에서 드레나이와 전투 중에 많은 드레나이들을 죽이고 크게 성장하였다. 2차 대전쟁 때 검은바위 부족에 협조하여 인간들과 전투를 벌였으며 얼라이언스 연합과 싸우지만, 대패하여 궤멸할 위기 직전까지 갔었고 족장인 킬로그가 붙잡혀 던홀드 요새에서 처형당하는 참극도 맞는다. 현재 킬로그의 아들이 나그란드에서 부족을 이끌고 있다.
- 황혼의 망치 부족(Twilight-Hammer Clan) : 오우거 종족 중에서 가장 똑똑하고 굴단의 심복인 초갈이 이끌었으며, 2차 대전쟁 이후 굴단이 죽으면서 명맥을 유지하다가 3차 대전쟁을 거치면서 흑마법을 쓰는 다크 드워프들과 인간 흑마법사들까지 참여하면서 황혼의 망치단이라는 이름으로 바뀌고 고대신 쑨을 이용한 교활한 계획을 진행하다 초갈이 패배하여 유배됨으로써 계획이 좌절되고 이후 넬타리온(데스윙)의 흑룡군단과 통합되어 현재 데스윙의 아다만티움 갑옷을 수리하는 일을 맡고 있고 또다른 고대신인 소고스에게 박힌 티탄의 검을 빼내고 그를 부활시키려는 작업을 진행 중이다. 마찬가지로 인간 연합만 아니라 고대 샤머니즘을 계승한 문명화 오크 세력에게도 적대 세력이 된다.
- 그림토템 타우렌 부족(Grimtotem Tauren Clan) : 강령술과 흑마법 사용으로 캐린에 의해 처형되거나 추방된 이들은 샤머니즘과 부두교, 토테미즘을 섬기는 다른 타우렌 부족들과는 다르게 타락한 오크 부족들처럼 불타는 군단의 악마들과 흑마법을 섬기는 경향이 있다. 그 때문에 캐린은 이들을 싫어하고, 심지어 이들을 호드 편으로 편입시킨 스랄도 이들을 탐탁치 않게 생각한다. 샤머니즘과 부두교, 토테미즘을 바탕으로 한 나라를 세울 정도로 문명화된 지금의 호드는 강령술과 흑마법이 전면 엄금되었기 때문이다. 월드 오브 워크래프트: 대격변에서는 이들의 계략으로 캐린이 독살당하고 스랄이 행방불명이 되자, 이들은 호드의 탈퇴를 선언, 타락한 오크 부족들과 손을 잡고 호드와 피의 발굽 타우렌 부족에게 반기를 들지만, 피의 발굽 타우렌 부족의 새 족장이 된 캐린의 아들 베인이 가로쉬의 누명을 벗기고 사전에 부정부패와 정신적인 타락을 막고자 검은창 부족의 족장인 볼진과 힘을 합쳐 이들을 공격함으로써 이 부족은 궤멸당하게 된다. 족장은 마고타 그림토템으로 타우렌 족장들 중에 유일하게 여성 족장이다.
- 돌망치 오우거 부족(Stone-Hammer Ogre Clan) : "파괴자" 블랙핸드의 오우거 대학살에서 살아남은 오우거 부족 중 하나로, 이들은 주로 칼림도어 사막 근지에서 멧돼지인간들을 사냥하며 살아가고 있었다. 족장은 코건이지만, 그가 렉사에게 패퇴당해 죽은 뒤 렉사가 그들의 족장이 되어 이들을 스랄의 동맹군으로 모집시킨다. 현재는 호드 소속으로 있으며 전투를 담당하는 단두 오우거와 마법을 사용하는 쌍두 오우거가 있다.
- 잔달라 트롤 부족(Zandalli Troll Clan) : 2차 대전쟁 당시, 이들은 밀림 트롤의 혈족으로서 검은창 트롤 부족과 연합하여 그들을 도와 굴단이 건립한 폭풍의 제단을 탈바꿈시켰다. 이후 이들은 영혼파괴자라고 불리는 혈신 학카르를 섬기게 된 구루바시 부족을 막다가 학카르의 정신지배 공격으로 그의 통제하에 들어가 월드 오브 워크래프트: 대격변에서 귀환하여 구루바시 부족의 진도와 함께 줄구룹을 일으키고 아마니 트롤 부족의 다카라를 설득하여 부하들을 옛 줄아만 영토에 집결시킨 뒤에 봉기를 일으킨다.(이것이 바로 잔달라의 봉기이며, 이 봉기 과정에서 옛 줄아만 영토에서 부흥한 아마니 트롤 부족 잔존 세력들은 현재 완전히 소탕되었다.) 이들은 봉기하면서 자신들을 도와 폭풍의 제단을 탈바꿈시킨 검은창 트롤 부족의 대족장인 볼진이 협조를 하지 않고 오히려 호드 편에 서자, 이들을 증오하기에 이른다. 현 족장은 라스타칸.
- 아마니 트롤 부족(Amani Troll Clan) : 과거에 잔달라 트롤에서 분리되어 지금의 북부 쿠엘탈라스에 정착한 트롤로 다른 트롤보다 건장하다. 과거에 호드를 돕다가 오크가 약속을 지키지 않아서 호드에서 탈퇴했다. 아직도 엘프와 전투 중이다. 또한 과거에 영웅인 대장군 줄진이 살해당했고 최근에도 잔달라 트롤의 봉기에 참여했다가 패배했다.
- 구루바시 트롤 부족(Gurubasi Troll Clan) : 아마니 트롤처럼 잔달라에서 분리되었다. 최근에 잔달라와 함께 봉기를 일으킴.

### "파괴자" 블랙핸드
검은바위 부족
오크 호드의 독재자이자 검은바위 부족의 수장이다. 대표적인 제자로 굴단과 넬쥴을 두었으며, 그 밖에도 사악한 괴수들을 거느렸다. 대체적으로 마음씨가 사악한 인물로 귀족 위주의 정치를 하는가 하면, 자신의 세력을 강화하기 위해 부정 축재로 재산을 긁어모으고 평민 회의를 없애버렸다. 한때 오크와 오우거와 같이 동맹하여 오크 호드의 적들을 물리쳐 나갔으나, 블랙핸드는 자신의 이익을 위하여 동맹관계였던 오우거를 공격하여 많은 오우거들을 죽이고, 오우거와 동맹을 끊었다.
오우거들과의 전투 과정 중 중상을 입어, 자신의 부하인 둠해머로 하여금 검은바위 부족을 대신하여 정치하게 하지만, 듀로탄과 손을 잡은 둠해머에게 배반당한다. 그리고 검은창 부족은 오크가 아닌 트롤 족이라는 이유로, 검은창 부족과 전쟁을 벌여 무방비 상태인 검은창 부족의 시민들과 군사들을 모조리 죽여버린다. 더구나 불타는 군단의 수장인 살게라스와 불평등한 계약을 맺었기에 타락하지 않은 많은 오크들이 반발을 샀으며, 마침내 넬쥴과 굴단 이전의 고귀한 전통을 되찾기 위해 반란을 일으킨 스랄과 그롬, 캐린과 로칸, 볼진의 호드에게 지도자의 자리를 빼앗겼다.
하지만 아직 블랙핸드의 남은 세력은 막강하였으므로, 스랄이 불타는 군단과 싸우기 위해 고귀한 샤머니즘을 계승, 호드에 물든 부정부패와 비리를 뿌리뽑고 평온한 사회와 짓밟힌 전통을 복구하기 위해 강령술과 흑마법을 전면 금지시키고 악마들을 숭배하는 흑마법사들을 대거 처형하거나 추방시켰음에도 불구, 서리늑대 부족의 새로운 법인 강령술과 흑마법 엄금령을 무시하고 몰래 강령술과 흑마법을 써 스랄의 반란군을 무찌른다. 그리고 다시 검은바위 부족의 수장 자리에 올라 공포 정치를 행한다. 그것마저 모자라 인간의 대륙인 로데론에 침공하여 막대한 피해를 준다. 그러나 로데론 침공이 실패로 끝나고, 언데드 스컬지가 불타는 군단에 대항하기 위해, 로데론, 달라란과 쿠엘탈라스를 침략하여 막대한 피해를 주자, 노스렌드로 침공하여 언데드 스컬지와 한판 승부를 벌인다.
그러나 여기서도 블랙핸드는 패배하였으며, 결국 블랙핸드는 검은바위 부족의 수장 자리에서 물러난다. 이후 불타는 군단이 망해 스컬지에 흡수되고 검은바위 부족마저 멸망 위기에 처하자, 몰래 칼림도어 대륙에서 은둔하며 지내다가 초라하게 병사한다. 아들로는 렌드와 매임 블랙핸드가 있다.

### 오그림 둠해머
전 검은바위 부족/원 서리늑대 부족

### 스랄
서리늑대 부족
서리늑대 부족의 2대 족장으로, 타락하지 않은 오크들 중 한 명이자 샤머니즘의 기둥이라 할 수 있으며 1차 대전쟁 당시 블랙핸드의 아들들인 렌드와 매임 블랙핸드에 의해 암살된 오크 영웅 듀로탄의 아들이다. 스타크래프트로 따지면 테란 영웅 제임스 레이너와 비슷하다. 이름의 유래는 노예이며 태어났을 때 붙여진 본명은 고엘이다. 아기 때 얼라이언스 연합의 교활한 해병 제독인 알데라스 블랙무어에게 검투사 겸 노예로 키워져 호드 고유의 언어 외에도 인간의 말과 철학과 검술을 배웠으며, 고귀하고 뼈대있는 주술은 원로 주술사 드렉타르에게 배웠다. 또한 아버지 듀로탄의 동지이자 당시 호드의 대족장이었던 오그림 둠해머에게서 파멸의 망치와 그의 검은 갑주를 받게 된다. 그리고 던홀드 요새 전투에서 블랙무어 영주를 죽이고 한 수용소를 해방시키는 과정에서 자신의 품안에서 최후를 맞이한 오그림 둠해머를 대신해 호드의 새로운 대족장이 되었다. 인간의 검투사 겸 노예로 성장했던 그는 인간에게서 벗어나 다시는 인간과 대면을 하지 않기로 하지만, 엉뚱하게도 그롬마쉬 "그롬" 헬스크림이 활개를 치다가 해병 보초기지에 납치를 당한다. 그롬을 구출한 대신에 인간에게 완전히 낙인찍히지만, 그들은 언데드 스컬지와 불타는 군단을 피해 칼림도어로 향한다.
그러나 항해 중 갑작스런 폭풍으로 배는 가라앉고 칼림도어 대륙의 무인도에 불시착을 하는데, 그곳은 인간 연합의 해병 국가 쿨 티라스의 댈린 프라우드무어 이끄는 해병대가 보초를 하는 섬이었다. 그곳에서 검은창 부족의 밀림 트롤을 발견하고 연합하여 트롤을 핍박하던 쿨 티라스 해병과 전투를 하지만, 도중에 나가 족 수하의 멀럭 떼에게 피습당해 수감당하고 만다.
하지만 스랄은 비록 의술사 센진을 잃었지만, 탈출에 성공하여 동족들과 살아남은 밀림 트롤들을 구출하고 배를 수리하여, 칼림도어에서 피의 발굽 타우렌 족을 만나게 된다. 그곳에서 스랄의 밝은 비전과 위대한 용맹, 고귀한 성품을 알아본 피의 발굽 타우렌 족 족장 캐린을 도우면서 평판을 쌓았으며 그롬을 찾으려 다닐 무렵 그는 인간들과 전투를 하는 도중이었다. 제이나 프라우드무어가 이끄는 잔존 인간 연합 역시 언데드 스컬지와 불타는 군단을 막지 못하고 로데론을 떠나 칼림도어로 피신한 것이다. 인간들로부터 간신히 탈출하여 스톰윈드 출신의 은둔 예언자 메디브가 오라고 한 장소까지 간다. 그곳에서 메디브는 오크와 인간을 동맹시키고 스랄에게 불타는 군단을 물리치라고 한다.
이후 비극적인 동족상잔과 그롬의 영웅적인 희생을 겪으면서 인간과 나이트 엘프, 그리고 오크 이렇게 3동맹이 불타는 군단을 격퇴한다. 그리고 스랄은 오크들만의 나라인 듀로타와 수도 오그리마를 세우고 본격적으로 생존과 화합, 번영에 적극 힘쓰게 된다. 이후 혼혈아인 렉사를 도와, 2차 대전쟁 당시의 동맹군을 다시 만들어 쿨 티라스의 제독인 댈린을 전사시키는데 성공한다. 그는 불타는 군단의 꼭두각시인 블랙핸드나 굴단, 스컬지의 수장이 된 리치 왕 넬쥴과는 상당히 다르게 호드의 평온한 사회와 서리늑대 부족 백성들을 위하여 자신이 많은 재산을 기부하였으며, 악마의 타락으로 파멸한 구 불타는 칼날 부족의 오크 검객들에, 굴단에 의해 축출되고 해체당한 오크 주술사들과 늑대 기병대를 포함, 재능있고 유능하며 뛰어난 오크들을 잘 골라 썼고 예전에 호드의 휘하였다가 독립한 일부 교활한 고블린들도 상업과 공업을 위해 채용했다. 또한 불타는 군단과 언데드에 대항하기 위해 강령술과 흑마법을 엄격히 금지시키고 넬쥴과 굴단 이전에 존재했던 고귀한 샤머니즘을 계승, 호드에 물든 부정부패와 비리를 근절하고 평온하고 건강한 사회를 복구한 개혁파 영웅이다.
그 후 월드 오브 워크래프트: 대격변에서는 서리늑대 부족의 대족장 자리와 호드의 대족장 자리를 스승이자 원로 주술사인 드렉타르와 그롬의 아들인 가로쉬 헬스크림에게 넘겨주고 대주술사가 된 연인 사이인 주술사 아그라와 함께 아제로스 중심부의 소용돌이를 막게 되나, 갑자기 나타난 불의 정령왕 라그나로스에게 전율하는 불의 땅에 있는 진실을 본 뒤에 말퓨리온 스톰레이지를 비롯한 드루이드와 다섯용의 위상들의 힘을 빌려 제1세계수인 놀드랏실을 복구시키는 의식을 치른다. 그러나 갑자기 습격을 감행한 넬타리온(데스윙)휘하의 황혼의 망치단 요원들의 의식 방해와 나이트 엘프 종족을 배신한 대 드루이드 판드랄 스태그헬름에게 붙잡혀 영혼이 조각조각 나뉘어 4곳의 정령 땅에 던져진다. 스랄의 분리된 영혼은 아그라와 영웅들(와우를 플레이하는 유저들)의 노력에 의하여 구조 - 스랄은 자신을 위하여 헌신적인 노력을 아끼지 않은 아그라와 결혼하게 된다. 이후 죽음의 위상인 데스윙을 말살하기 위하여 과거 다섯용군단의 위상의 힘이 담긴 『용의 영혼』을 시간여행을 통하여 빌려오고, 이 힘을 이용하여 혼돈의 소용돌이에서 데스윙을 영원히 소멸시킨다.

### 그롬마쉬 헬스크림
전쟁노래 부족
전쟁노래 부족의 족장으로, 서리늑대 부족의 족장인 스랄이 인간에게서 벗어날 때 스랄과 동맹을 해 도와준 스랄의 영적인 친구이다. 스타크래프트로 따지면 프로토스 영웅 테사다르와 비슷하다. 하지만 인간들이 자신과 스랄을 증오하였기 때문에, 해병 보초기지에서 활개를 치다가 납치를 당한다. 하지만 스랄의 도움으로 탈출하고 스랄, 드렉타르와 같이 언데드 스컬지와 불타는 군단을 피해 칼림도어 대륙으로 피신한다. 그곳에서 나이트 엘프 세력과 마주쳐 나이트 엘프의 세나리우스와 대전쟁을 한다.
오랜 전쟁 끝에 세나리우스를 제거하려는 과정에서, 칼림도어 대륙에 있는 곰 인간들이 지키던 샘은 불타는 군단의 심연의 군주이자 아키몬드의 오른팔인 어나힐런 족 장수 만노로스가 자신의 피를 뿌리면서 샘을 타락시킨다. 그롬은 악마의 피를 받아들이고 세나리우스를 제거하지만 악마의 피를 받아 결국 그롬과 그가 이끄는 부족은 만노로스의 지배를 받게 되고 나중에 비극적인 동족상잔의 원인을 제공하고 만다. 하지만 스랄과 캐린, 인간의 제이나가 도와주어 그롬은 만노로스의 지배로부터 벗어난다. 그리고 스랄과 같이 불타는 군단과 대전 중 만노로스를 제거하는 도중, 만노로스의 사악한 기운이 그롬에게 일격을 가하고 그롬은 죽는다.
그는 오크 1, 2차 전쟁 때 한 전사였으며, 패잔병 오크들이 인간들에게 끌려갈 때 그롬은 숨어서 오크 세력을 모으고 또 모으는데 그 세력이 전쟁노래 부족이다. 그는 강력한 오크 전사였고, 게다가 그의 사후 전쟁노래 부족을 포함한 호드 전체를 악마의 타락에서 해방시킨 구국의 영웅으로 숭배받는다. 그리고 아들 가로쉬로 하여금, 자신이 이끄는 부족 백성들과 호드의 빛나는 번영을 위하여 자신이 모아둔 재산을 기부하고, 전쟁노래 부족 백성들 중에서도 재능있고 유능하며 뛰어난 오크들을 잘 골라 쓰라고 스랄에게 유언하였다. 만노로스가 쓰러진 악마벼락 협곡에는 그롬 헬스크림의 기념비가 세워졌으며, 스랄은 벗이자 스승이며 자랑스러운 호드의 전사이자 위대한 해방자였던 그를 기리기 위해 듀로타의 수도인 오그리마 내의 자신의 요새에 그의 이름을 따 그롬마쉬 요새(Grommash Hold)라고 명명하였다. 아직도 그롬마쉬 요새의 외부에는 만노로스의 갑옷과 해골이 불타는 군단에 대한 저항정신의 본보기로 전시되어 있으며, 그가 그롬 헬스크림의 손에 쓰러졌음을 알리는 작은 팻말이 붙어있다.
다음 글귀는 스랄이 그롬 헬스크림의 기념비에 직접 새긴 것이다.
"전쟁노래 부족의 대족장, 그롬마쉬 헬스크림이 여기 잠들다. 우리 부족의 피의 저주는 그에게서 시작되어 그에게서 끝났노라. 그의 이름은 우리 부족의 고대 언어로 '거인의 가슴'이라는 뜻이니라. 만노로스 앞에 홀로 서서 우리 부족의 자유를 산 그의 이름을 천번만번 들어 마땅하도다. 록 타르 오그아르, 내 형제여....... 전쟁노래가 영원히 그치지 않기를.....   ---호드의 대족장, 스랄---"
덧붙여 그롬의 무기는 "피의 울음소리"이라는 도끼로 그가 사망하고 나서는 스랄이 보관하고 있었다가 아들인 가로쉬 헬스크림에게 건내진다.
나중에 월드 오브 워크래프트: 드레노어의 전쟁군주에서는 판다리아에서 탈출한 가로쉬가 드레노어로 건너감으로서 그롬 헬스크림을 설득해 만노로스의 피를 마시지 않게 만들고 만노로스를 격퇴하게 만든다.

### 가로쉬 헬스크림
호드의 새로운 대족장
월드 오브 워크래프트의 첫 번째 확장팩인 월드 오브 워크래프트: 불타는 성전에 처음으로 등장한다. 아버지인 그롬에 의하여 오크들이 타락했다는 사실에 절망하곤 무기력한 모습을 보이나, 아버지의 영웅적인 희생을 보고 자신의 어리석음을 후회, 스랄에게 진실을 듣고는 고통스러웠던 과거를 청산하고 진정한 오크로서 성장하게 된다. 이후 신생 호드의 소속이 되어 3번째 확장팩 월드 오브 워크래프트: 리치 왕의 분노 에선 노스렌드 원정대의 지도자가 되어 스컬지와 싸우며 대활약한다. 이때 드러나는 가로쉬의 성격은 다혈질에 앞뒤 안가리는 저돌적인 전사 그 자체. 온건하고 이성적인 입장을 취하는 스랄의 행동에 불만이 많으며, 스랄 역시 강경하고 전쟁에 굶주린 가로쉬를 걱정하고 있다. 3번째 확장팩인 대격변에서는 아제로스의 상처를 치유하기 위하여 주술사로서의 길을 택한 스랄의 선택에 의하여 새로운 호드의 대족장 자리에 오른다. 그러나 옛날 불타는 군단에 의해 타락한 조상들만큼은 아니지만, 호전적인 성격과 피와 영광에 대한 광적인 집착은 결국 볼진 등의 스랄 휘하 온건파들에게 불만을 사게 된다. 결국 그의 성격은 그를 파멸로 이끌게 만든다.

### 캐른 블러드후프
타우렌 종족의 대부족장
피의 발굽 타우렌 부족의 족장이자 백전의 노장이다. 자연친화적이며 비록 나이가 들어 움직임이 약간 둔해졌지만, 아직 20명 분의 용기와 힘을 갖춘 강력한 전사이면서도 지혜도 뛰어난 현명한 족장이다. 고귀한 주술전사 스랄과는 개혁, 전통적, 진보적 사고방식의 동지이기도 하다. 켄타우로스와 앙숙 관계에 있는데, 켄타우로스의 무자비한 약탈과 살육 때문에 피의 발굽 타우렌 족이 멸종될 뻔한 적이 있다. 다행히 스랄이 켄타우로스의 침공을 저지하여, 타우렌 족은 일시적인 멸종 위기에서 벗어날 수 있었다.
어쨌든 스랄, 그롬, 로칸, 볼진과 같이 불타는 군단과 불평등하게 협약한 블랙핸드를 붕괴 직전까지 갔으며, 호드의 번영과 피의 발굽 타우렌 백성들을 위하여 자신이 직접 많은 재산을 기부하였고, 재능있고 유능하며 뛰어난 타우렌들을 잘 골라 썼다. 그리고 고대 샤머니즘을 계승하고 잃어버린 전통과 건강한 사회를 되찾은 스랄의 호드가 그랬듯, 고귀한 전통에 대한 동경과 존경의 뜻으로 타우렌 족들에게도 자신들의 토속 신앙인 토테미즘 외에도 호드의 고유 신앙인 샤머니즘과 밀림 트롤의 부두교를 권장하고 예전에 호드를 오염시켰던 강령술과 흑마법을 전면 엄금시키는 한편, 타우렌 족 중에서도 부정부패와 정신적 타락으로 호드를 더럽히는 주범인 흑마법사들은 용서하지 않고 가차없이 대거 처형하거나 추방시켰다.
오랜 세월이 흘러 자신의 아들이자 후계자인 베인이 갑자기 쳐들어온 켄타우로스에게 잡혀가 쿨 티라스와의 전쟁에 참여하기 싫어했으나, 다행히 렉사와 로칸이 아들을 구해주어 렉사와 로칸, 나아가 호드의 은복에 보답하기 위하여 같이 쿨 티라스를 침공하기 위하여 힘을 합친다. 그리고 렉사와 로칸을 도와 쿨 티라스의 왕인 댈린을 죽이는데 큰 공헌을 한다.
이후 호드와의 상부상조를 통해 피의 발굽 타우렌 종족을 다스리다가 월드 오브 워크래프트: 대격변에서는 뜻하지 않게 새로 호드의 대족장이 된 가로쉬와 의견차로 인해 '막고라'라 불리는 일기토를 벌이는데, 이 과정에서 그림토템 타우렌 부족들은 가로쉬의 도끼에 몰래 독을 발라 캐린을 독살하고 가로쉬가 캐린을 죽인 사실로 인해 스랄은 가로쉬와 결별을 선언한다. 그러나 켄타우로스의 압박도 이겨낸 피의 발굽 타우렌 부족이 캐린의 죽음으로 갑자기 무너질 리 없었고 아들 베인이 뒤를 이어 타우렌의 대부족장이 된다. 새 족장이 된 베인은 검은창 부족의 볼진과 함께, 강령술과 흑마법 금지법을 어기고 호드를 또다시 부정부패와 정신적 타락에 물들게 하려는 그림토템 타우렌 부족에게 선전포고, 그림토템 타우렌 부족을 역사에서 지워버린다.

### 드렉타르
서리늑대 부족
서리늑대 부족의 원로 주술사이자 스랄의 스승. 역시 타락하지 않은 오크들 중의 하나이자 샤머니즘의 지주라 할 수 있으며 부정부패와 정신적 타락의 온상인 강령술과 흑마법 반대파이다. 제자로는 가즈누엔과 스랄이 있으며, 현재 떠난 스랄을 대신해 서리늑대 부족을 다스리고 있다. 그가 가지고 있는 얼음계열 마법 주술서는 2차 대전쟁 당시 그가 달라란의 대마법사를 쓰러뜨리고 얻은 것이라고 한다.
그는 불타는 군단의 재침 준비 당시 스랄의 강령술과 흑마법 금지법을 강력히 지지했고 전쟁노래 부족의 그롬마쉬 "그롬" 헬스크림과 함께 언데드 스컬지와 불타는 군단을 피해 칼림도어로 피신했으며, 스랄과 함께 비극적인 동족상잔과 그롬의 영웅적 희생을 겪으면서도 넬쥴과 굴단 이전의 고귀한 전통을 복구하겠다는 의지를 잃지 않았다. 불타는 군단의 패망 이후 배렌스에 호드만의 국가인 듀로타와 수도 오그리마를 세운 뒤 오크의 고유 문화인 샤머니즘과 밀림 트롤의 부두교, 그리고 피의 발굽 타우렌 부족의 토테미즘을 바탕으로 생존과 화합, 번영에 적극 힘쓰고 있다. 2차 대전쟁 당시 드레노어에서 렉사의 선조들과 함께한 기억이 있다.

### 렉사르(Rexxar)
무소속(방랑자)/돌망치 오우거 부족 /호드의 영웅
오크와 오우거 사이의 혼혈로, 수렵을 특기로 하는 오크 부족인 모크나탈의 일원. 원래 모크나탈은 워크래프트3 확장팩에선 오크-오우거의 혼혈이라는 설정이었지만, 월드 오브 워크래프트에서는 단순히 호드를 인정하지 않고 아제로스 침략에 반대하는 오크 부족이며, 렉사르만 혼혈이라고 바뀌였다. 아제로스에 유일하게 존재하는 모크나탈로 "최후의 모크나탈"이라고도 불린다. 과거 드레노어에서 호드가 아제로스로 향할 때 혼혈이라는 이유로 모크나탈에게 추방당하여 호드를 따라갔다. 2차 대전쟁 이후 호드가 굴단의 배신으로 역전당해 패배하자 칼림도어를 방랑하는 원래의 생활로 돌아가지만, 우연히 임무를 수행하다 멧돼지인간들의 습격으로 사망한 모그린을 발견하고 그의 최후의 소원을 들어주기 위해 보고서를 들고 서리늑대 부족이 주축을 이루는 오그리마로 향한다. 이때 스랄과 최초로 대면하며, 스랄은 그의 비범함을 한눈에 알아보고 여러 임무를 맡긴다. (이 부분은 워크래프트3 보너스 캠페인에 나와있다.) 덕분에 여러차례 호드를 위하게 되면서 자연스레 친 호드 세력이 되고, 게다가 서리늑대 부족 오크들 못지않게 부정부패와 정신적 타락의 온상인 강령술과 흑마법에 강력히 반대하게 된다.
이때의 모험 중 검은창 부족의 주술사인 '로칸', 판다리아 출신의 양조사 '첸 스톰스타우트', 타우렌의 대부족장인 '케른 블러드후프'과 만나게 되며, 후반부엔 델린 프라우드무어 제독이 이끄는 쿨 티라스의 해군과 대결하기 위하여 먼지진흙 습지대에 위치하던 테라모어 공격에 참여하여 지대한 공을 세운다. 이때 스랄은 렉사르를 '호드의 용사(Champion of the Horde)' 로 임명하여 그의 공적을 높게 평가하였으며, 전쟁 종결 후 오그리마에 거주하며 호드의 힘이 되어달라고 권유한다. 하지만 렉사르는 자신은 방랑자로서의 삶을 살겠다고 말하며 스랄의 부탁을 정중하게 거절, 호드가 자신을 필요로 할 때는 언제든지 도움이 되겠다고 맹세한다. 이후 월드 오브 워크래프트 두 번째 확장팩인 불타는 성전에서 호드가 아웃랜드로 진출하게 되자, 거기에 참여하여 자신의 고향인 모크나탈이 거주중인 칼날산맥으로 향한다. 여기에선 모크나탈의 안전을 위협하는 오우거들과 배후에서 그들을 조종하는 거인족인 그론과 싸워 공을 세운다. 이후엔 등장이 없다가 대격변에선 데스윙(넬타리온)의 힘에 의하여 정령들이 오그리마를 공격하게 되자 호드가 또다시 부정부패와 정신적 타락에 물들 것을 두려워하여 이들을 제압하고 데스윙의 흑마법을 분쇄하기 위하여 다시 한번 등장.
방랑자로 살면서 여러 가지 동물 동료들을 데리고 다니는데, 렉사르가 데리고 다니는 야수들로는 예전에는 있었으나 지금은 죽고 없는 늑대, 곰 미샤(Misha), 독수리 메아리(Spirit), 멧돼지 킁킁이(Huffer), 비룡 레오크(Leokk)가 유명하다. 특히 미샤는 항상 렉사르의 곁에 있다.

### 로칸(Rokhan)
검은창 부족
검은창 부족 출신의 트롤. 스랄 호드의 대족장이던 시절 가장 신뢰하던 정찰병중 한명이며, 워크래프트3 확장팩의 오크미션에서 오그리마에 도착한 렉사르가 처음으로 만난 동료다. 이후 렉사르와 더불어 칼림도어에서 신생호드의 세력을 키우는데 지대한 공을 세웠다. 이후에 스토리상에 등장이 없었다가 월드 오브 워크래프트의 두 번째 확장팩인 리치 왕의 분노에서 재등장 - 용의 안식처에서 용사냥꾼으로 활동하며 언데드 스컬지의 공중병력의 핵심인 서리고룡을 잡고 다니는 것으로 나오며, 와우의 3번째 확장팩 대격변과 관련된 공식 소설에서도 등장한다.

### 볼진
검은창 부족의 지도자
검은창 부족의 족장인 밀림 트롤로써, 개혁적이며 진보적이다. 동료인 로칸과 스랄, 그롬, 캐린과 연합하여 검은바위 부족을 멸망 직전까지 갔으며, 불타는 군단이 침략하자 아키몬드와 킬제덴의 침략을 막아내고, 은둔생활을 한다. 그리고 칼림도어 대륙으로 본거지를 잡아, 나이트 엘프와 화합하려고 노력했다. 그리고 아버지인 의술사 센진이 스랄과 연합하여 나가 족의 멀럭 떼와 싸우다가 죽자, 로칸과 같이 새로 족장의 자리에 오른다.
그는 개혁적인 성격 덕분에, 호드의 부정부패와 사악한 강령술과 흑마법을 쓰는 것을 상당히 싫어한다. 그리고 혼혈아인 렉사를 잘 도와, 후일 그가 인간 연합의 해병 국가 쿨 티라스의 대제독인 댈린을 죽이는 데 큰 역할을 한다. 이후 월드 오브 워크래프트: 대격변에서는 잔달라가 봉기를 일으켰을 때, 깨진엄니 부족과 함께 호드에 남은 트롤 부족 대족장이 되었다. 그리고 줄아만 지대에서 저항하는 잔달라 부족의 군대를 톤터스크의 깨진엄니 부족과 함께 그들의 남부 진출을 저지하고 있으나, 상황은 그다지 좋지가 않다.
그 이유는 캐린을 죽인 장본인(진범은 그림토템 타우렌 부족)이자, 호드의 새 대족장이자 호전적인 가로쉬 헬스크림과 의견이 상충되어 부족을 이끌고 오그리마를 나왔기 때문이다. 다행히도 인간 연합과 오크 호드 소속의 필멸의 용사들(월드 오브 워크래프트: 대격변 시기의 유저들)이 새로 재건된 줄아만 지대의 잔달라 부족과 아마니 부족 잔존 세력들을 격퇴함으로써 위기를 모면한다. 무기로는 "번개의 분노"라는 지팡이.

### 톤터스크
깨진엄니 부족
깨진엄니 부족의 여성 족장인 숲 트롤.

### 굴단
폭풍약탈자 부족
오크의 인간침략을 주도한 오크의 수상격인 인물이며, 예전에는 호드의 주술사 겸 점성술사였지만 나중에 타락하여 흑마법사가 되었다. 엄청난 목적, 계획, 사악함으로 강력했지만 그는 스스로 신이 되고 싶다는 욕망에 사로잡혀 권력에 항상 굶주려 있었다. 그는 블랙핸드의 두뇌 역할을 하는 부하 악당이자, 전 호드의 주술사로 지금은 언데드 스컬지의 리치 왕이 된 넬쥴의 수제자였다. 그래서 블랙핸드의 명령에 따라 부정 축재로 재산을 모으고 반서민 정책으로 백성들을 탄압하였으며 호드를 부정부패와 흑마법으로 오염시켰다. 본인 역시 오크의 귀족이었기 때문이다. 그 때문에 그를 중용했던 넬쥴에게 버림받았다. 그 뒤, 흑마법으로 오염시킨 호드 의회를 어둠의 의회라고 칭하였다.
그리고 자신은 백성들을 강제로 이끌고 스톰윈드를 침으로써, 1차 오크 전쟁과 2차 오크 전쟁을 일으킨다. 1차 오크 전쟁에서는 승리를 거두었으나, 2차 오크 전쟁 때 살게라스의 잔꾀에 넘어가 타락해버리는 바람에 인간들에게 역전당하면서 패배한다. 게다가 그 과정에서 서리늑대 부족을 탄압하고자 호드의 전통 병과인 늑대 기병대를 해체시키고 호드의 전통인 샤머니즘을 짓밟기 위해 주술사들을 축출했기 때문에 결과적으로 원로 늑대 기병대와 주술사뿐 아니라 스랄 휘하의 젊은 늑대 기병대와 주술사들에게도 미움과 불만을 샀으며 호드와 동맹을 맺었던 숲 트롤들도 호드의 치욕적인 패배로 결별하는 직접적인 원인이 되었다. 그리고 그는 2차 오크 전쟁 당시 살게라스에게 지배당하고 있던 메디브와 교신중이었으나 메디브가 로서에게 죽음으로서 그만 혼수상태에 빠진다. 또한 늑대 기병대 해체로 전력이 약화되자 죽은 인간 성기사단의 시신들을 부활시켜 1세대 죽음의 기사단을 만들고, 훗날 이 죽음의 기사단은 언데드 스컬지 군단과 타락한 오크 부족 잔당들에게로 편입된다.
오크 호드가 패배하자마자 숨어서 더 강력해지기 위해 자신이 알고 있는 흑마법을 총동원하여, 불타는 군단의 수장인 살게라스를 죽이고 살게라스의 무덤에 간다. 거기서 살게라스의 눈(유해, 혹은 그가 지니고 있던 보석형 아티팩트)을 찾아 더 강력한 힘을 얻고 싶었으나, 살게라스의 무덤 내부에 잠복해 있었던 악마들에게 살해당했다. 그러나 강력해지고 싶어하는 욕망은 나중에 야심만만한 일리단 스톰레이지가 굴단의 해골을 차지함으로써 전승되었고, 굴단이 죽으면서 산산조각이 난 그림자 오브는 마이에브 쉐도우송이 차지하게 되나 나중에 마이에브를 타락시킨다.

### 쥬베이토스
검은바위 부족
검은바위 부족의 일원인 오크 검객이자, 굴단과 함께 블랙핸드의 오른팔과 같은 부하 악당이다. 1차, 2차 오크 전쟁에 참여하여 많은 인간들을 학살한다. 그리고 블랙핸드의 뜻에 따라 불타는 군단과 협약하여 엄청난 힘을 얻는다. 하지만 그 대가로 타락하지 않은 많은 오크 백성들의 원한과 불만을 샀으며, 결국 스랄이 스승인 드렉타르와 오그림 둠해머와 함께 블랙핸드를 상대로 반란을 일으키자, 어쩔 수 없이 블랙핸드와 같이 아웃랜드 대륙을 떠나 인간들의 대륙인 로데론을 침략한다.
그 곳에서 인간 연합의 은빛 성기사단의 기사단장인 빛의 수호자 우서를 속이는 한편, 많은 인간 백성들과 군사들을 모조리 죽인다. 하지만 아서스가 쥬베이토스를 죽이면서 검은바위 부족의 진출은 저지됐다. 하지만 쥬베이토스는 이전에 불타는 군단과 협약하여 막강한 힘을 가졌기 때문에, 다시 부활하여 블랙핸드와 동행하여 노스렌드에서 언데드 스컬지의 타락한 아서스와 다시 맞선다. 그러나 여기서도 쥬베이토스는 패배하여 결국 비참한 최후를 맞이한다.

### 마쏘그
검은바위 부족
검은바위 부족의 일원 중 1명이며, 쥬베이토스 휘하의 슬레이브마스터였다. 1, 2차 오크 전쟁에 쥬베이토스와 참여하였다. 이후 쥬베이토스를 따라 인간 연합의 대륙 로데론 남부지역의 스트란브래드를 침략한다. 그는 그곳에 있는 주민들을 잔인하게 학살하며 그곳을 검은바위 부족의 전초기지로 삼으려 했으나, 로데론의 왕자 아서스와 민병대장 쏜비가 이끄는 연합 군대에 의해 저지당하고 그의 망치로 인해 최후를 맞이한다.

### 줄진
전 아마니 트롤 제국/현 줄아만 트롤 부족(사망)
워크래프트 2부터 등장했던 숲 트롤 전사. 한때 강대했던 아마니 트롤 제국의 대장군이며, 이 제국이 얼라이언스에게 몰락한 이후에는 줄아만에서 기지를 짓고 오크 호드와 동맹하여 하이 엘프들과 소규모 전쟁을 벌이며 그들과 대립해왔다. 2차 대전쟁 이후, 하이 엘프들은 실버문에서 위협을 제거하기 위해 얼라이언스 군대와 연합해 줄아만을 침략했을 때 이때 줄진은 하이 엘프 군대에게 붙잡혀 그들에게 능욕을 당하고 오른쪽 눈을 잃어 애꾸가 된다. 그는 이렇게 굴욕을 당한 뒤 탈출하기 위해서 스스로 왼팔을 자르고 줄아만에서 복수할 날만을 기다리게 된다.
이후 월드 오브 워크래프트: 불타는 성전에서는 블러드 엘프가 호드 세력으로 편입되자, 예전에 동맹관계였던 호드를 저주하며 줄아만에서 모든 엘프족과 호드를 침공할 계획을 세우던 도중에 모험가들의 습격으로 최후를 맞이한다. 그는 또한 사술 군주 말라크라스와 함께 자신의 트롤 족 귀관들에게 동물의 영혼을 흡수시켜 야수전사로 변하는 법으로 하여금 트롤 족 부관들인 잔얄라이, 아킬존, 할라지, 날로라크를 야수전사들로 변화시키나, 그의 사후 다카라와 함께 아마니 트롤 잔존 세력은 방랑 도중 잔달라의 설득으로 구루바시 부족과 연합하여 줄아만을 차지한 뒤 볼진의 검은창 부족 군대와 교전을 벌이면서 남부로 진출중이다. 그러나 이들 역시 월드 오브 워크래프트: 대격변의 유저들인 필멸의 모험가들에게 모두 학살당하고 줄아만 트롤 부족도 치명타를 입게 된다.
덧붙여 그가 가지고 있던 무기는 아마니 트롤 주술 지팡이이며, 이 지팡이는 아마니 트롤 대대로 내려오는 부두술의 힘을 담았다.(그래서 이 지팡이를 가진 자는 죽은 시체들을 다시 해골전사들로 부활시킬 수가 있다.)

### 초갈
전 폭풍약탈자 부족/현 황혼의 망치 부족(흑룡군단 소속)
초갈은 워크래프트 2부터 등장했던 영웅이었다. 드레노어 토착 종족인 오우거 출신인 그는 머리가 둘 달린 2두 오우거이다. 초갈은 풀네임이 아니라 각기 다른 두 얼굴을 가진 오우거 이름이다. 왼쪽 얼굴은 '초' 오른쪽 얼굴은 '갈'이다. 이 둘을 일컬여 초갈이라고 부르게 된 것이다.
지능이 낮은 오우거들 중 유난히 머리가 좋았던 그는 어둠의 의회 수장이자 호드 타락의 장본인인 굴단의 열렬한 제자였다. 굴단에게 흑마법을 전수받고 얼마 못 가 굴단이 이끄는 어둠의 의회의 서열 5위에 오르게 되며 오크 부족 중 하나인 황혼의 망치 부족을 통솔하는 족장 자리를 맡게 된다. 초갈은 오직 굴단을 향한 열망과 아제로스 정복이라는 굳은 신념을 가지고 있었다.
시간이 흘러 1차, 2차 전쟁 기간 동안 초갈은 많은 호드의 존경의 대상이 되며 그는 굴단의 오른팔로서 폭풍의 제단과 저주받은 사원을 건립하여 무수히 많은 오우거 마법사와 죽음의 기사(1세대)를 배출하는 기여를 한다. 훗날 폭풍의 제단은 밀림 트롤들에 의해 샤머니즘의 상징적인 건물로 바뀌게 되고 저주받은 사원은 언데드 스컬지에 편입된다.
초갈과 황혼의 망치 부족은 2차 전쟁 중반 굴단이 호드의 대족장 오그림 둠해머를 배반하고 살게라스의 무덤을 찾아갈 때 굴단과 동행을 하게 된다. 굴단이 살게라스의 무덤을 발견하고 그의 힘을 손에 넣으려는 순간 무덤에서 깨어난 불타는 군단의 악마들은 굴단을 갈기갈기 찢어버린다. 굴단의 비참한 말로를 직접 목격한 초갈은 이윽고 둠해머와 그 군대에게 패퇴당하지만 초갈은 운좋게 살아남았고 그 이후 자신이 몸담았지만 지금은 고대 샤머니즘과 고귀한 전통을 되찾고 흑마법과 강령술을 전면 엄금한 호드를 증오하게 되며 이후 세상에 복수하겠다는 맹세를 한다. 그는 3차 전쟁 기간 동안 살아남은 황혼의 망치 부족을 재건하는데 성공하고 그는 부족을 광적인 종교 집단으로 개조하기에 이른다. 이렇게 해서 황혼의 망치 부족은 황혼의 망치단으로 새롭게 태어났다. 과거 오우거와 오크로만 구성되었던 이 집단은 이제 인간, 드워프 등등도 합류하게 되어 수가 기하급수적으로 증가한다. 이 광적인 집단들은 3차 전쟁이 끝나자 조금씩 세상에 모습을 드러내기 시작했다. 한때 호드를 위해 싸우고 호드에 헌신하였던 그들은 이제 세상의 종말만을 외치는 사악한 광신도 무리로 변모하였다. 황혼의 망치단은 아제로스 전체에서 그 어두운 암약을 벌이고 있다. 하지만 연합과 호드는 서로 싸우기에 바빠 그들의 존재를 알지 못했었다. 그들은 검은 심연의 나락, 이글거리는 협곡 등지에서 연합과 호드 몰래 세력을 확장하고 있었다. 더욱이 과거 고대신 쑨이 봉인되었던 실리더스 등지에서도 그들의 행적이 보이기 시작하였으며 심지어는 리치 왕 아서스가 지배하는 죽음의 대륙 노스렌드에서까지 그들은 활보하였다.
최근 초갈은 아제로스의 과거사를 통해 고대신의 존재를 알게 된다. 과거 아제로스의 주인이였던 고대신들이 다시 아제로스에 소환되면 그토록 자신들이 바라던 세상의 종말을 이룰 수 있었다. 초갈은 고대신을 깨우기 위해 제도가를 노스렌드의 안카헤트로 파견하지만 당시 왕인 아눕아락에 잡혀 죽으면서 실패로 끝났다. 그래서 초갈은 자신이 전면적으로 나서게 되었다. 초갈은 고대신 쑨이 잠든 안퀴라즈로 향한다. 안퀴라즈에서 쑨은 오랜 봉인을 깨고 부활했지만 얼마 못 가서 영웅들의 저지를 당해 죽어있었다. 깊숙한 안퀴라즈의 폐허 속으로 들어간 초갈은 거대한 쑨의 시체를 보았다. 초갈은 고대 암호를 해독하여 쑨의 부활 주문을 시전했고 덕분에 쑨은 다시 부활한다. 쑨은 그 보답으로 초갈에게 자신의 힘을 주었고 쑨의 영향으로 초갈은 서서히 모습이 변형되어 갔다. 쑨의 영향으로 초갈의 양팔은 쑨의 몸체처럼 촉수같이 변해버렸다. 초갈은 그의 새로운 주인 쑨에게서 그의 힘과 지식을 하사받은 뒤 아제로스의 공포를 심으려 한다. 하지만 고대신 쑨을 저지하기 위해 결성된 신 티라스팔 의회가 메디브와 가로나의 아들인 메단을 중심으로 다시 한번 안퀴라즈로 향하게 된다. 안퀴라즈에서 그들이 본 것은 고대신 쑨이였다. 이윽고 오우거인지 아닌지 알 수 없는 괴물이 막아섰다. 그 괴물은 이전의 모습을 찾아볼 수가 없는 초갈이였다. 이전에 비해 거대해진 체구와 힘으로 메단과 그 일행을 위협하는 초갈이였다. 그러나 전 스톰윈드 출신인 방랑 예언자 메디브와 여성 오크 법사 가로나의 아들이라는 사기적인 스팩을 자랑하는 메단은 아튀시의 신성한 불꽃을 사용해 간신히 초갈을 물리치게 된다. 그러나 초갈이 너무 강해서 그를 죽일 수는 없었다. 그래서 고대신 쑨과 함께 안퀴라즈에 유배시키는 걸로 만족해야 했다. 비록 초갈이 패퇴되었으나 그는 살아남았으며 게다가 황혼의 망치단은 아직 건재하여 데스윙과 함께 대격변에서 드디어 대대적으로 파괴공작을 펼치며 세상 종말을 향한 그들의 야욕을 진행하고 있다.
그들은 어둠의 해안에 봉인된 또다른 고대신 소고스를 부활시키고자 소고스의 사체에 꽂힌 티탄의 검을 뽑아내는 작업을 하고 있으며 데스윙을 도와 정령군대를 모으는 등 착실히 세상 종말을 향한 공작을 행하고 있다. 초갈 자신도 배후에서 이 광적인 종교 집단을 조종하면서 자신들의 세상을 건설하려 하고 있다. 월드 오브 워크래프트 게임내에선 동부왕국의 황혼의 고원에 위치한 황혼의 망치단의 요새인 『황혼의 요새』에 기거하며 데스윙의 충실한 부하로서 등장하나 플레이어에 의하여 죽음을 맞이한다.

## 언데드 스컬지
- 언데드 스컬지(Undead Scourge) : 오크 주술사 넬쥴이 불타는 군단의 에레다르 흑마법사 킬제덴과의 계약 이후로 리치 왕 넬쥴이 되어 만든 군단이다. 아서스가 티리온 폴드링이 이끄는 은빛십자군에게 패배해 사망하고 볼바르 폴드라곤이 리치 왕이 된 뒤에는 세력이 많이 약해지며 은빛십자군의 견제를 받게 된다. 주 영토는 예전에 동부대륙의 무역 중심지였던 안돌할과 은빛 성기사단의 본부였던 스트라솔름.
- 불타는 군단(Burning Legion) : 타락한 티탄 살게라스가 세계정복을 위해 뒤틀린 황천에서 풀어놓은 악마(어나힐런, 나스레짐, 에레다르 등)들이 추축을 이루는 군단이다. 살게라스가 뒤틀린 황천으로 밀려나자, 그의 제자인 아키몬드와 킬제덴이 분할해서 이끈다. 예전에는 오크 호드의 고귀한 전통과 평온한 사회를 부정부패와 정신적인 타락으로 오염시켜 1차, 2차 대전쟁의 원인을 제공했고 여러 차례 인간, 오크와 나이트 엘프를 침략하였으며, 막대한 피해를 주었다. 그러나 인간, 오크, 나이트 엘프가 연합하여 공격하자 결국 이 군단은 멸망하였다.
- 저주받은 자들의 교단(Cult of the Damned) : 리치 왕 넬쥴의 직접적인 관리와 지원을 받는, 켈투자드의 세력으로 스컬지의 친위 세력이다. 평소 달라란의 융통성 없고 고지식함을 싫어했던 켈투자드는 달라란에서 금지된 사령술을 연구하다가 불명예 추방당했으며 어둠 속에서 자신을 부르는 소리를 쫓아가고, 결국 눈과 얼음으로 뒤덮인 죽음의 땅 노스렌드에서 리치 왕 넬쥴과 계약을 하게 된다. 그 후 리치 왕 넬쥴의 계획에 따라 저주받은 자들의 교단을 세우고, 로데론에 역병을 퍼트리는 일을 하게 된다. 이때 켈투자드가 인간이었던 아서스에게 죽음을 당하면서 붕괴되는 듯 싶었으나, 아서스가 타락하고 켈투자드도 태양샘의 힘을 받아 불사체로 부활하면서 예전 못지 않는 세력을 갖추게 된다. 스컬지의 친위 세력이니만큼 반 리치 왕 언데드 세력인 포세이큰과 적대 관계에 있다. 스컬지가 아서스의 사망과 볼바르의 계승으로 약해진 것과 마찬가지로 저주받은 자들의 교단 역시 켈투자드 사후에는 규모가 크게 줄어 아서스의 수족이었던 잔당들만이 겨우 활동하는 정도가 된다. 현재 지도층은 리븐데어 남작과 소환사 아라즈(안돌할의 수장), 암흑 스승 간들링(스칼로맨스 교장)만이 남아있는 상태이다. 주 영토는 카엘 다로우, 스칼로맨스[22]
- 포세이큰(Forsaken) : 생전에 쿠엘도레이 하이 엘프였던 실바나스 윈드러너가 이끄는 반 리치 왕 언데드 세력이다. 사실, 그녀는 정신적과 육체적으로도 스컬지에 충성해야 했지만, 친위 세력인 저주받은 자들의 교단과는 달리 스컬지의 명령을 잘 따르지 않았으며, 때마침 나이트 엘프의 황제인 일리단이 넬쥴을 마법으로 죽이려고 하였던 힘이 타락한 아서스까지 미쳐서 최근에 리치 왕 넬쥴과 타락한 아서스의 힘이 점점 쇠약해지고, 게다가 타락한 아서스가 봉인한 자신의 납골 단지를 찾아내 강력해지면서 정신적, 육체적으로도 완전히 자유롭게 된다. 이에 타락한 아서스 외 세력들은 강해진다. 그래서 그 틈을 타 리치 왕 넬쥴로부터 벗어난 독자 세력이 포세이큰이다. 신하인 바리마트라스가 켈투자드의 꼬득임을 받아 반란을 일으키면서 큰 위기도 겪었다. 이후에 이들 세력은 로데론에서 스컬지와 저주받은 자들의 교단도 두려워할 정도로 강성해져 월드 오브 워크래프트에서는 동부대륙의 강력한 세력 중 하나로 된다. 주 영토는 언더시티와 알터렉의 소유였던 은빛소나무 숲지대.

### 리치 왕 넬쥴
전 오크 호드(어둠의 달 부족)/현 언데드 스컬지
본래 오크 호드의 주술사이자 사려 깊고 미래를 염려하는 현자였던 넬쥴은 한때 막강한 세력을 거느리고 있었으나, 불타는 군단이 침략하자 패배하고 불타는 군단의 에레다르 족 흑마법사 킬제덴에게 붙잡혀 몸을 잃는 형벌을 당한다. 그러나 킬제덴이 넬쥴에게 자신의 부하가 된다면 새로운 몸을 줄 것이라고 약속하고 넬쥴과 다시 계약함으로써 서먹했던 관계는 곧 회복되지만, 나중에 넬쥴이 변심하여 불타는 군단으로부터 독립하고자 킬제덴의 명령을 무시하고 언데드 스컬지를 만들자, 킬제덴은 나이트 엘프의 일리단으로 하여금 넬쥴을 없애라고 한다.
이를 눈치챈 넬쥴은 오른팔이자 차기 후계자인 타락한 아서스에게, 일리단이 대군을 이끌고 침입할 것이니 로데론은 참모인 켈투자드에게 맡기고 서둘러 노스렌드로 귀환하라고 재촉하고 생전에 네루비안 왕이었던 수하장수 아눕아락을 파견해 아서스를 돕게 한다. 한때 캘타스와 일리단에 의해 소멸될 위기에 처했으나 켈투자드의 응원군과 아눕아락의 네루비안 정예병으로 힘을 얻은 타락한 아서스의 도움으로 간신히 살아난다. 그 이후 킬제덴은 모습이 보이지 않고 그는 타락한 아서스와 융합한다.

### 타락한 아서스/리치 왕 아서스
언데드 스컬지
스컬지의 장군이 되어버린 이 어리석고 그릇된 로데론의 왕자는, 켈투자드의 감쪽같은 말과 충성에 속아 몸과 영혼을 넬쥴에게 빼앗긴 전사이다. 자신의 아버지 테레나스 2세를 시해하여 왕위를 찬탈하고 하이 엘프의 국왕 아나스테리안, 은빛 성기사단의 단장이자 자신의 스승 우서, 키린 토의 의장 안토니다스를 죽인다. 그리고 철권 통치를 위해 로데론, 달라란, 쿠엘탈라스를 파괴하여 언데드의 영토로 만들어 버리고, 수많은 시민들과 군인, 마법사들을 학살한 뒤, 모조리 리치 왕의 노예로 만들어버린다.
하지만 타락한 아서스는 불타는 군단의 잔당 수장들인 발나자르, 데서록, 바리마트라스로부터 배신당한다. 그래서 타락한 아서스가 힘을 잃고 넬쥴을 구원하기 위해 로데론을 탈출할 때 방해를 받아 시간이 약간 늦어진다. 게다가 이렇게 어려운 상황에서 실바나스가 배신하여 결국 언데드 엘프들은 리치 왕 넬쥴로부터 독립한다.(일리단이 살게라스의 눈으로 리치 왕 넬쥴과 타락한 아서스의 힘을 줄여버렸기 때문.) 다행히도 넬쥴의 친위 세력인 켈투자드의 저주받은 자들의 교단과 통제된 언데드 스컬지의 소수 세력 덕분에 노스렌드로 출발할 수 있었다.
노스렌드에 가까스로 도착하는 순간 캘타스의 블러드 엘프를 만나 위기에 빠지지만, 네루비안 왕국의 신하였다가 리치 왕의 장군이 된 아눕아락과 힘을 합쳐 블러드 엘프 정찰대를 물리친다. 그런데 캘타스의 배후에 이미 일리단과 나가 족 바쉬의 거대한 군단들이 노스렌드에 도착했다는 급보를 듣고, 아눕아락의 제안을 받아들여 동굴 지름길로 간다. 그곳에서 분노한 드워프 족들과 만나고, 안카헤트의 네루비안 잔존세력과 맞서 싸운다. 이 과정에서도 시간이 늦어졌지만, 언데드로 부활시킨 네루비안들과 함께 아눕아락과 다시 만나 연합하여 얼음왕관으로 향한다. 그리고 켈투자드의 응원군과 아눕아락의 네루비안 정예병을 바탕으로 일리단을 저지하고 캘타스를 따돌림으로써 가까스로 막아내어, 마지막으로 리치 왕 넬쥴의 영혼이 봉인된 투구를 쓰게 되면서 리치 왕 아서스가 된다.
이후 그는 약 2년간 동면 상태에 있다가 스톰윈드를 비롯한 로데론 지역을 다시 공격하지만, 결국 전 하스글렌의 총독이었던 티리온 폴드링에게 격퇴당하고 다시 동면상태에 들어갔다가 월드 오브 워크래프트: 리치 왕의 분노에서 얼음왕좌 궁전을 세우고 노스렌드의 스컬지를 통치하다가, 티리온 폴드링이 이끄는 은빛십자군과 필멸의 모험가들에게 패배하고 에필로그에서 자신의 아버지인 테레나스 2세의 영혼의 품속에서 숨을 거두게 되면서 메네실 왕가는 몰락하고 서리한에 잡아먹혔던 영혼들도 서리한의 파손으로 자유롭게 된다. 참고로 얼음 옥좌 분노의 관문에서 얼라이언스&호드 연합군은 저주받은 자들의 교단 소속인 퓨트리스의 역병투석기 공격으로 인해 전멸하고 이 과정에서 연합군 대표이자 스톰윈드의 섭정관이었던 볼바르 폴드라곤은 역병으로 인해 죽지만 알렉스트라자의 적룡군단의 불꽃으로 인해 생사의 운명이 봉인당하고, 호드 군대의 대표이자 바로크 사울팽의 아들인 드레노쉬 사울팽은 리치 왕 아서스와 결전을 벌이다 그의 검인 서리한에게 영혼을 잡아먹힌 뒤에 얼음왕좌궁전 수비대장이 되어있다가 모험가들에게 죽는다.
그리고 그가 쓰던 넬쥴의 투구는 티리온이 테레나스 2세의 경고를 듣고 쓰려고 하나, 알렉스트라자 여왕이 이끄는 적룡군단의 용의 불꽃에서 살아남은 볼바르가 대신 넬쥴의 투구를 쓰고 스스로 빙하 속에 봉인함으로써 노스렌드의 스컬지들을 감시하고 있다.

### 켈투자드
전 달라란/현 저주받은 자들의 교단
리치 왕 넬쥴의 참모로 저주받은 자들의 교단의 수장이자, 납골당 군주 아눕아락과 함께 리치 왕의 두뇌와 같은 신하이다. 생전에는 달라란의 대마법사 겸 키린 토의 상원의원으로 안토니다스의 친구였다. 그러나 5년 전 금지된 사령술을 고집하고 또 그것을 연구하려는 탐욕 때문에 동료들 사이에서 독불장군으로 통했으며, 안 그래도 동료들의 뒤쳐지고 부족한 상상력에 크게 실망하던 차에 융통성 없는 동료들에게서 따돌림을 당하게 되었고 끝내 나중에는 안토니다스와 제이나 프라우드무어를 포함한 동료 마법사들과 결별하면서 불명예 퇴직, 노스렌드에서 아눕아락의 도움으로 그의 뛰어난 재능과 큰 그릇을 알아본 리치 왕에게 영혼을 바쳤으며, 그가 언데드가 된 후 어떻게든 리치 왕 넬쥴을 재림시키기 위해, 아서스를 예언받고 아서스를 리치 왕 넬쥴의 오른팔 겸 후계자로 만들게 한 장본인이다. 로데론의 동부 역병지대에서 나스레짐 족 공포의 군주 말가니스의 지원을 바탕으로 낙스라마스라는 죽음의 사원을 통솔하다가, 아서스와 한 판 승부를 벌이다 결국 죽음을 맞이하지만, 아서스에 대한 악의는 전혀 없었을뿐더러 자신의 죽음이 의미가 없다는 그의 말처럼 그의 성물함까지는 제거하지 못해, 후일 심각한 부패로 시커먼 액체가 된 켈투자드가 타락한 아서스의 도움으로 쿠엘탈라스의 태양샘에서 불사체로 다시 부활하게 된다.
참고로 그 성물함은 낙스라마스의 모든 자들의 영혼을 저장한 성물함이다. 낙스라마스는 동부 역병지대에서 노스렌드로 자리를 옮겼다. 그는 타락한 아서스의 심복 모사꾼이자 조력자인 동시에 정신적인 스승이기도 하다. 나중에 비록 자신은 로데론 내 저주받은 자들의 교단을 다스려야 했기에 직접 대군을 이끌고 가지는 못했지만, 대신 타락한 아서스와 아눕아락에 그동안 키운 언데드 병사들과 마법 계열인 강령술사와 수하 불사체들에 사령관인 죽음의 기사(호드 소속이었던 1세대와 최신인 스컬지 소속의 2세대 가리지 않고)들을 포함한 응원군을 보내, 언데드 스컬지의 압도적인 승리와 타락한 아서스가 새로운 리치 왕이 되는 데 큰 공을 세웠다.
이후 리치 왕 아서스의 경제적 지원을 바탕으로 낙스라마스를 다스리다가, 월드 오브 워크래프트에서 낙스라마스 퀘스트에 의해 유저들에게 죽게 된다. 또한 그가 죽게 됨에 따라, 그의 사멸도시인 낙스라마스는 그가 살아있을 때 로데론 동부 역병지대에 잠시 있다가 노스랜드로 다시 회귀하기에 이른다. 그리고 그의 유골은 역병지대 대전투 당시에 죽어 스컬지의 편으로 된 이니고 몬토이 신부가 보관하고 있다.
그 이후, 이니고 몬토이 신부는 황혼의 텔잔이라는 강력한 대 불사체로 부활하여 켈투자드와 사피론을 되살려내서 이들로 세력을 다시 모아 은빛 십자군을 공격하지만 켈투자드는 여기서도 죽고, 황혼의 텔잔 역시 파멸의 인도자의 칼날에 죽음을 맞이한다.

### 아눕아락
전 네루비안/현 언데드 스컬지
리치 왕 넬쥴이 아서스를 돕기 위해 파견된, 네루비안 왕국 출신인 전사이다. 거미 전쟁의 마지막 승자이며, 저주받은 자들의 교단을 지휘하는 켈투자드와 함께 리치 왕의 철갑과 같은 신하이다. 사실 아눕아락은 생전에 네루비안 왕국의 왕인 안카헤트의 충실한 신하인 납골당 군주였지만, 나중에 리치 왕의 수하장수가 되면서 점차 권력욕에 빠져 안카헤트 왕을 배신하여 폐위시키고 스스로 왕위에 올랐다. 거미 전쟁 과정에서 아눕아락이 이끄는 친 넬쥴 네루비안 세력이 전멸당했고 아눕아락 자신도 목숨을 잃었지만 그의 용맹과 충성심을 알아본 리치 왕에 의해 부활했고 이후 거미 전쟁은 아눕아락이 이끄는 친 넬쥴 네루비안 세력이 승리하게 된다. 켈투자드의 응원군과 네루비안 정예병으로 아서스를 도와 캘타스, 일리단을 물리치고 언데드 스컬지의 압승과 함께 타락한 아서스가 새로운 리치 왕이 되면서, 켈투자드와 함께 1급 공신이 된다. 아서스의 철권 통치를 등에 업고 권력욕이 이루어진 건 물론이다.
이후 리치 왕 아서스의 경제적 지원을 바탕으로 애졸네룹에 있는 자신의 궁전을 다스리다가, 은빛십자군과 모험가들에게 죽게 되고 애졸네룹과 궁전은 그의 동생으로 역시 아서스의 장군이 된 아눕레칸이 다스리고 있다. 덧붙여 아서스가 타락하기 전, 켈투자드가 모든 것을 버리고 노스렌드에서 처음 리치 왕을 섬기러 왔을 때 반갑게 맞이했고 타락한 아서스가 쿠엘탈라스를 치려 할 때 아서스에게 응원군을 보낸 바 있다.

### "훼손자" 아키몬드
불타는 군단
에레다르 족 흑마법사이자, 살게라스 2명의 제자 중 한 명이다. 킬제덴과 동료이며 킬제덴과는 다르게 자신이 직접 나가서 싸우는 일이 많으며, 성급하고 힘이 세다. 그는 인간 마법사들의 대륙인 달라란을 거대한 모래바람에 휩싸이게 하였으며, 인간 연합의 3세력(로데론, 달라란, 카즈 모단)이 서로 연합하지 못하게 이간질하여 분열시킨다. 그리고 그 여세를 몰아 나이트 엘프의 칼림도어 대륙에 침략하지만, 나이트 엘프와의 전쟁에서 죽는다. 하지만 킬제덴의 참모인 티콘드리우스와 타락한 아서스와 켈투자드의 스컬지가 그를 다시 부활시킨다.
아키몬드는 나이트 엘프를 집중 공격하였으며, 일리단이 사악한 마법을 써 일리단이 없는 나이트 엘프를 멸망 직전에 놓게 하지만, 티란데가 일리단을 구출하고 일리단이 킬제덴의 부하인 티콘드리우스를 제거하자, 불같이 화가 난 아키몬드는 다시 대군을 총동원해 나이트 엘프를 다시 멸망시키려 하였다.
어쨌든 그는 불타는 군단을 다시 일으켜서 나이트 엘프의 대륙인 칼림도어와 오크의 대륙인 아제로스를 정복하려 하지만, 나이트 엘프의 맬퓨리언과 티란데가 이끄는 군대와 인간, 오크 연합군의 공격을 받고 실패한다. 황천 세계의 세계수에는 그의 해골이 아직도 있다. 부하들로는 어나힐런 족 장수인 만노로스와 아즈갈로, 브루탈루스, 대 불사체 레이지 원터칠, 나스레짐 족 참모 아네데론, 파멸의 군주 카즈로갈 등이 있다.

### "기만자" 킬제덴
불타는 군단
"훼손자" 아키몬드와 함께 에레다르 족 흑마법사이자, 살게라스 2명의 제자 중 한 명이다. 아키몬드와 동료이며 아키몬드와는 다르게 자신이 직접 나가서 싸우는 일이 없으며, 교활하고 냉정침착하여 만약의 사태에 잘 대비한다. 그는 오크 호드의 대륙인 아제로스를 침공하여 오크의 귀족들을 타락하게 만들며, 넬쥴과 굴단을 끌여들어 자신의 충직한 부하로 만들어 오크를 조종한다. 그러나 넬쥴이 불타는 군단을 배신하여 언데드 스컬지를 만들자 리치 왕 넬쥴을 없애기 위해 나이트 엘프의 일리단에게 킬제덴의 오브를 주면서 계약하지만, 일리단이 리치 왕 넬쥴을 없애지 못하였기에 이 계약은 깨지고 만다.
킬제덴은 오크 호드를 집중 공격하였으며 이마저도 모자라 넬쥴과 굴단 휘하의 부하들을 모조리 없애버리려고, 한때 오크를 멸망시킬 뻔하였으나 스랄이 대군을 이끌고 고대 샤머니즘으로 맞서면서 반격하자, 이에 화를 참지 못하고 불같이 진노한 킬제덴은 자신의 부하들이자 타락해버린 오크의 귀족들로 하여금, 스랄의 반란군과 마구 싸우게 한다. 그 결과 부정부패와 정신적인 타락으로 호드를 오염시키고 고귀한 샤머니즘과 호드의 전통을 짓밟은 주범이자 불타는 군단의 꼭두각시인 오크 귀족들은 권력과 민심을 잃고 타락하지 않은 오크들에게 붙잡혀 사회정화의 본보기로 스랄과 둠해머, 드렉타르에 의해 대거 처형되거나 추방당하였다.
그는 동료인 아키몬드의 죽음으로 불타는 군단이 패망하고 부하들을 전부 잃은 뒤 황천 세계의 태양샘에 숨어서 힘을 보충중에 있다가 모험가들의 공격에 의해 뒤틀린 황천으로 밀려난다. 부하들로는 어나힐런 족 장수인 매그테리돈과 나스레짐 족 참모들인 메피스트로스(킬제덴의 참모들 중 생존자는 메피스트로스 뿐이다), 말가니스, 티콘드리우스, 발나자르 등이 있다.

### 만노로스
불타는 군단
아키몬드의 오른팔인 어나힐런 족 장수로, 심연의 군주들의 왕 만노로스는 오크의 타락한 "피의 갈망"의 순수한 그 자체이다. 그는 칼림도어 대륙에 침공하여, 많은 곰 인간들을 죽인다. 그리고 자신의 피를 흘려 곰 인간 부족들이 지키던 샘을 부패시킨다. 그리고 나이트 엘프의 세나리우스와 전쟁을 했을 때, 오크 호드의 그롬마쉬 "그롬" 헬스크림이 이끄는 전쟁노래 부족을 타락시켜 수중에 넣고 써먹었으며 이전에는 마법의 원천을 찾기 위해 지옥견들을 파견했다.
그리고 그는 그롬마쉬 "그롬" 헬스크림이 이끄는 전쟁노래 부족을 자신의 소속으로 만들어, 칼림도어 대륙을 정복하려고 하였다. 하지만 그롬이 스랄, 캐린, 제이나 덕분에 흑마법의 강령에서 풀리고, 결국 만노로스는 그롬과 대전쟁을 한다. 그는 그롬과 같이 한 판 승부를 벌이다가, 그롬의 일격에 그롬과 같이 죽게 된다. 그의 죽음으로 호드는 완전히 해방되어 고귀한 전통과 건강한 사회를 되찾는 데 성공하고, 성격과 목적도 넬쥴과 굴단 이전으로 180도 바뀌게 된다. 그롬마쉬 요새의 외부에는 만노로스의 갑옷과 해골이 불타는 군단에 대한 저항정신의 본보기로 전시되어 있으며 가로쉬의 오른쪽 어깨갑옷에는 그의 뿔이 박혀있다.
또한 그는 10000년 전에 살게라스가 나이트 엘프들을 공격했을 때, 그에게 저항하던 반신들 중 멧돼지의 수호자라 불리는 반신 아감마간을 죽여버린 자이다.

### 매그테리돈
불타는 군단
킬제덴의 오른팔인 어나힐런 족 장수이자 만노로스의 부관이다. 매그테리돈은 직속 상관인 만노로스와 함께 오크의 인간침략을 주도한 심연의 군주였으며, 타락한 오크들의 힘을 모아 그 강력한 힘으로 아웃랜드를 지배하였으며 만노로스와 마찬가지로 이전에는 마법의 원천을 찾기 위해 지옥견들을 파견했다. 그의 부하들인 펠 오크들은 막강하였기에, 인간 탐험대가 여러 차례에 걸쳐서 아웃랜드를 지배하려 했지만 매번 실패한다.
오랜 세월이 흐르고 그는 아웃랜드의 황제 자리에 올랐다. 그러나 결국 아웃랜드를 제패하려는 일리단과 그가 이끄는 군대와 대전쟁을 한다. 처음에는 매그테리돈이 우세하였으나, 나중에 주변의 주력 부대를 전멸시킨 일리단에 의해 군대가 박살나게 되고 아웃랜드는 평정된다. 이후 아웃랜드 지하에서 일리단의 군대 힘을 강화시키기 위해 매일 일리단 휘하의 펠 오크 군대를 만들기 위한 피를 강탈당하는 처지로 전락된다.
그는 아웃랜드 지하에서 필멸의 용사들이 일리단과 싸우기 전에 그를 죽이러 올 때까지 피를 강탈당할 때마다 이런 말을 했다고 한다.
"일리단은 겁쟁이다! 결코 그는 영웅이 아니야!!"

### 말가니스
언데드 스콜지/불타는 군단
킬제덴의 참모로, 불타는 군단의 나스레짐 족 전사 중 한 명이며 리치 왕 넬쥴의 부관이였다. 리치 왕 넬쥴의 명령에 따라 켈투자드를 지원하고 로데론을 언데드 역병에 휩싸이게 하였다. 그래서 로데론의 왕자인 아서스와 한 판 승부를 벌인다. 이후 아서스가 말가니스를 죽이려고 자꾸 쫓아오자, 노스렌드에 있는 마검 서리한을 이용하여 아서스를 타락시킨다. 아서스를 넬쥴에게 인도하기 위해 그냥 희생용으로 쓰였지만 그는 완전히 죽지 않았다. 그가 죽기 전에 윤회의 앙크를 가지고 있었다.
그는 부활한 뒤 발나자르와 함께, 노스렌드로 원정을 나갔다가 사망한 붉은십자군 제독인 바리안 웨스트윈드의 시신에 들어가 십자군을 사악하게 조종하며 죽음의 기사 제도까지 만든다. 이로 인해 붉은십자군은 완전히 타락해 버리고 타락하지 않은 붉은십자군은 은빛십자군으로 개명된다. 은빛십자군의 세력에 밀리고 역병지대 대전투 후반부에 붉은십자군이 스컬지에 동화되면서 말가니스는 발나자르와 함께 은빛십자군의 손에 죽음을 당한다.

### 티콘드리우스
언데드 스컬지/불타는 군단
킬제덴의 참모로 나스레짐 족의 전사이며, 권력욕과 정복욕이 강하지만 그만큼 교활하고 성실한 임무 수행 능력을 가진 전사이다. 불의 오브를 지니고 있다. 그는 말가니스와 함께 리치 왕 넬쥴의 간수였으며, 킬제덴의 명령에 따라 타락한 아서스와 켈투자드가 힘을 합치지 못하도록 분리시켜, 그들에게 각각의 임무를 맡긴다. 티콘드리우스는 봉인당한 아키몬드를 소환하는 데 큰 공적을 남겨, 아키몬드는 그를 언데드 스컬지의 수장으로 임명하였다. 하지만 결과적으로 넬쥴을 구원하고 리치 왕이 되려는 타락한 아서스에게 미움받았으며, 결국 나이트 엘프의 악마 사냥꾼 일리단 스톰레이지가 굴단의 해골의 힘을 받아들여 티콘드리우스는 죽는다.

### 아네데론
언데드 스컬지/불타는 군단
아키몬드의 참모로 나스레짐 족 공포의 군주. 티콘드리우스만큼 교활하지만 성질이 급하고 전투에 직접 나서기를 좋아한다. 또한 사령술 같은 마법보다는 근접전을 즐기는 편이다. 번개의 오브를 지니고 있다. 아서스가 서리한에 의해 타락하여 모든 일을 수행하기까지 감시한 티콘드리우스 외 2명 중 한명이다. 이후 하이잘 산 전투에 직접 나서서 큰 활약을 하지만 장렬히 전사한다.

### 메피스트로스
언데드 스컬지/불타는 군단/현 불명
킬제덴의 제2서열 참모로 티콘드리우스, 아네데론과 같이 나스레짐 족의 전사이다. 다급한 아네데론과 전혀 다른 성격을 가지고 있으며 티콘드리우스처럼 교활하다. 또한 상관인 킬제덴과 동료인 티콘드리우스 못지않게 신중하고 냉철하며 항상 만약의 사태를 잘 대비하는 성격이다. 직접적인 전투보다는 후방 지원과 마법을 선호하며 서리의 오브를 지니고 있다. 일리단이 풀려남으로써 티콘드리우스가 돌연사하고 아네데론이 하이잘 산 전투에서 목숨을 잃은 후 메피스트로스는 나스레짐 족의 지도자가 되었다. 메피스트로스는 참고로 월드 오브 워크래프트에는 등장하지 않는다.

### 발나자르
언데드 스컬지/불타는 군단
말가니스, 티콘드리우스, 아네데론, 메피스트로스와 함께 나스레짐 족 전사로, 역시 킬제덴의 참모이다. 바리마트라스, 데서록과 똑같이 전 인간 성기사였던 타락한 아서스를 증오하여, 타락한 아서스가 로데론을 탈출하지 못하게 방해하는 한편, 타락한 아서스의 부하들을 자신의 소유로 만든다. 실바나스와 똑같이 타락한 아서스가 약해진 때를 틈타 세력을 키운 공포의 군주이지만, 자신만의 나라 포세이큰을 세우려는 실바나스가 배신하여 실바나스와 전쟁을 한다. 그러나 실바나스에게 밀려 자신을 배신한 바리마트라스한테 죽게 되지만, 말가니스와 비슷하게 윤회의 앙크를 활용하여 다시 살아난다. 바리마트라스 역시 나스레짐 족의 전사여서, 나스레짐끼리 죽일 수는 없기 때문이다.
발나자르는 부활하여 말가니스와 함께 노스렌드로 원정을 나갔다가 사망한 붉은십자군 사령관 세이든 다스로한의 시신에 빙의해 그의 행세를 하며, 붉은십자군 창시자 알렉산드로스의 아들 르노를 꼬드겨 내부 반란으로 알렉산드로스를 죽인다. 그리고 십자군 최고사령관에 오르게 되고 붉은십자군을 타락시키는 결정적인 원인이 된다. 그리고 르노 모그레인은 죽음의 기사단이 되어버리고, 죽은 알렉산드로스 모그레인은 리치 왕 아서스의 참모 켈투자드가 피의 전쟁기수로 되살려내고, 그가 가지고 있던 파멸의 인도자 역시 타락한다. 또한, 그는 말가니스와 함께 타락한 붉은십자군의 대 종교재판관인 이실리엔으로 하여금 마르덴홀드의 군주이자 티리온 폴드링의 아들인 탤런 폴드링을 이단자로 규정하여, 그를 처형시킨다.
이에 아들을 구하지 못한 죄책감에 시달리던 티리온 폴드링은 분노하여 르노 모그레인을 쓰러뜨리고 그 다음 역병지대 대전투에서 자신의 오랜 친구이자 언데드로 변한 알렉산드로스 모그레인을 눈물을 머금고 죽인 뒤에, 타락한 파멸의 인도자를 다시 빛의 힘으로 정화시킨 뒤에 이실리엔을 죽이고 자신을 따르는 타락하지 않은 붉은십자군을 이끌고 희망의 빛 예배당에서 은빛십자군을 창설, 은빛 성기사단의 전통을 계승하여 은빛여명회와 은빛십자군의 지도자가 된다. 당연히 발나자르와 말가니스 휘하의 타락한 붉은십자군 세력들에겐 이들과 티리온 폴드링이 스컬지보다 더 악독한 자들로 간주하여 그들을 쉴새없이 압박을 하고 있다. 하지만 역병지대 대전투 후반부에는 스컬지 군대에게 붉은십자군이 패배, 스컬지에 흡수되어 스트라솔름을 빼앗기고 발나자르와 말가니스 역시 죽임을 당한다.

### 데서록
언데드 스컬지/불타는 군단
발나자르의 한 단계 밑에 있는 나스레짐 족 전사이다. 발나자르, 바리마트라스와 똑같이 생전에 인간 성기사였던 타락한 아서스를 증오하여, 타락한 아서스가 로데론을 탈출하지 못하게 방해하는 한편, 타락한 아서스의 부하들을 자신의 소유로 만든다. 또한, 사령술의 대가로 가리토스와의 전쟁에서 가리토스와 그의 부하들을 모두 자신의 소유로 만들지만 바리마트라스와 실바나스에게 전사한다.

### 바리마트라스
언데드 스컬지/불타는 군단/포세이큰(임시 협력)
발나자르, 데서록, 말가니스, 티콘드리우스, 아네데론, 메피스트로스와 함께 불타는 군단의 소속인 나스레짐 족 전사이다. 발나자르, 데서록과 마찬가지로 생전에 인간 성기사였던 타락한 아서스를 증오하여, 타락한 아서스가 로데론을 탈출하지 못하게 방해하는 한편, 타락한 아서스의 부하들을 자신의 소유로 만든다.
하지만 실바나스가 불타는 군단을 배신하고 독립하자, 실바나스와 전투를 한다. 그러나 실바나스와의 전쟁에서 압도적으로 불리해지자 변절한다. 나중에 실바나스가 포세이큰을 세우지만, 몇 년 되지 않아 저주받은 자들의 교단의 스파이인 왕립연금술학장 퓨트리스와 반란을 일으켜서 포세이큰을 큰 위기에 빠뜨리기도 하였다. 이후 볼바르의 복수를 하러 온 바리안의 손에 죽게 된다(퓨트리스의 군대가 볼바르와 사울팽 2세를 죽였기 때문이다.)

### 실바나스 윈드러너
전 하이 엘프/현 포세이큰
생전에는 쿠엘도레이 하이 엘프 출신으로, 국왕 아나스테리안 선스트라이더 휘하의 특수 요원이자 순찰대장군이었으며, 드레노어 원정 도중 실종된 알레리아의 동생, 베리사의 언니이자 2차 대전쟁 당시 전사한 리라스 윈드러너의 누나로 윈드러너 4남매 중 차녀이다. 스타크래프트로 따지면 사미엘 듀란과 비슷하다. 하지만 언데드 스컬지의 지칠 줄 모르는 침략을 방어하지 못하고 타락한 아서스로부터 죽음을 맞이함으로써, 결국 타락한 아서스의 하녀영혼이 된다. 그러나 그녀의 의지와 엘프의 본성만은 가까스로 지켜내었을뿐더러 충성스러운 켈투자드와는 달리 리치 왕 넬쥴과 그의 오른팔인 아서스의 뜻에 진심으로 따르지 않았으며, 최근 일리단 스톰레이지가 리치 왕 넬쥴을 마법으로 죽이려고 하였던 힘이, 타락한 아서스까지 미친다. 결국 리치 왕 넬쥴과 타락한 아서스는 점점 힘이 사라져가며, 타락한 아서스가 힘을 잃은 틈을 이용하여, 그가 납골 단지에 봉인한 자신의 시신을 찾아내 다시 융합한 뒤, 생전에 하이 엘프였던 언데드 세력을 모으고 포세이큰을 세운다.
유독히 자신을 언데드로 만들어버린 타락한 아서스에게 원한이 많은만큼 불타는 군단뿐 아니라 리치 왕 넬쥴(현 리치 왕 아서스)의 스컬지, 그리고 스컬지의 친위 세력으로 켈투자드가 다스리는 저주받은 자들의 교단에 강력하게 반대하고 있다.
그 뒤에 언더시티에서 포세이큰을 다스리다가 바리마트라스와 퓨트리스(저주받은 자들의 교단이 보낸 스파이)가 반란을 일으키고 그들이 볼바르 폴드라곤과 사울팽 2세를 죽이자, 분노한 바리안 린 국왕과 스랄은 실바나스와 함께 언더시티 반란세력을 몰아내지만 바리안 린 국왕은 그곳 주민들의 참상과 포세이큰 내에서 행해지던 역병개발에 대해 분노를 느껴 호드와 결별 선언을 해버리고 스랄 역시 실바나스를 싫어하여 포세이큰을 호드에서 제명하게 된다.
그러나 스랄과는 달리 새로 호드의 대족장이 된 가로쉬 헬스크림은 그녀가 로데론 쪽으로 호드가 진출할 수 있는 유일한 수단이라 그녀를 받아들인다. 하지만 그녀는 언더시티 반란 진압 후 스랄의 태도로 인해 호드를 싫어하여 탈단하게 되고, 켈투자드의 스파이인 퓨트리스가 개발중이던 역병을 몰래 개발하면서 역병대포를 제조한 뒤에 호드를 비롯한 인간 연합을 로데론 지역에서 몰아낼 계획을 세우고 있는 중이다.
또한 그녀는 퓨트리스의 역병투척기들을 재사용하여 길네아스의 거대한 그레이메인 성벽을 단숨에 무너뜨리고 길네아스를 침공해 영토를 대부분 빼앗고 왕자인 리암 그레이메인에게 독화살을 쏘아서 그를 죽이면서 길네아스를 멸망의 길에 들어서게 한다. 나중에 이 사실을 뒤늦게 안 호드의 대족장 가로쉬는 스랄이 옳았음을 깨닫고 역병 투척기 사용과 길네아스 침공을 금지하지만, 이미 호드를 탈퇴한 그녀는 아랑곳하지 않고 계속 역병술통들을 투척시켜 길네아스를 초토화시키고 있다.
그녀의 혈육인 언니 알레리아 윈드러너는 2차 대전쟁 당시 어둠의 관문을 막는데 자기 자신을 희생하고 현재는 행방이 묘연한 인간 연합의 영웅이며, 동생 베리사 윈드러너는 현재 키린 토를 다스리고 있는 로닌의 아내이며 신 티리스 팔 숲지대의 수호자들 중 1명이다. 또한 베리사는 로닌 사이에 실바나스와 알레리아, 리라스의 조카뻘 되는 2란성 쌍둥이 아이들을 두고 있다.
그리고 살아있을 때나 언데드가 된 지금이나 하이 엘프 혈통의 왕자 캘타스 선스트라이더와 마찬가지로 그녀는 생전에 하이 엘프 순찰대장군 시절부터 엘프족 외에 인간들을 비롯한 모든 종족들에게는 배타적이었다. 심지어 자신을 받아준 호드 세력도 내심 부정적으로 생각한다. 하지만 자신의 종족인 하이 엘프를 포함해 엘프족들에겐 호의와 유대감이 있어 캘타스의 블러드 엘프 세력이 호드로 편입되게 해준 장본인이 바로 실바나스이다.

### 파라넬
포세이큰
실바나스의 참모로, 왕립 연금술사 협회의 협회장. 언데드와 생명체를 모두 죽이는 역병을 개발했으며 조수로는 키버가 있다.

### 퓨트리스
저주받은 자들의 교단/포세이큰(스파이)
켈투자드의 참모. 그는 켈투자드가 대사령술사일 때부터 그의 휘하에 있던 저주받은 자들의 교단 소속의 사령술사였으며, 그의 사후에도 그를 저버리지 않았다. 이후 타락한 아서스에 의해 대 불사체로 부활한 켈투자드가 그를 자기 휘하에 두며 스컬지 군대를 지휘하게 했다. 그리고 난 뒤에 실바나스 윈드러너가 아서스와 리치 왕을 배신하고 독립, 포세이큰을 창설하자, 켈투자드는 스컬지에 대한 포세이큰의 도전과 배신을 용납할 리 없었고 리치 왕 아서스와 의논해 퓨트리스를 포세이큰 쪽에 스파이로 심어둘 계획을 짰고 실바나스가 그를 포세이큰 왕립 연금술사 협회의 학장으로 임명하면서 계획이 성공한다. 그는 파라넬과 함께 실바나스의 명령으로 스컬지와 생명체 모두를 죽이는 역병을 개발하게 되지만, 실제론 이것을 이용해 언더시티를 점령해 스컬지 영토로 만들 계획이었다.
이것을 심히 눈여겨보던 불타는 군단의 잔존병인 나스레짐 족 공포의 군주 바리마트라스가 그와 연합해 실바나스에게 반란을 일으키고 언더시티를 점령한다. 이후 그는 노스렌드로 가서 켈투자드의 명령대로 자신이 개발한 역병을 투척시켜 얼음왕좌 스컬지 군대와 얼라이언스 연합의 볼바르 폴드라곤 군대와 호드 사울팽 2세의 군대를 전멸시키기에 이른다. 그러나 이것에 분을 참지 못하고 불같이 화가 난 스톰윈드의 국왕 바리안 린이 군대를 이끌고 언더시티에 쳐들어감으로서 그는 같이 반란을 일으켰던 바리마트라스와 함께 참살당한다.

### 사피론
전 청룡군단/현 언데드 스컬지/저주받은 자들의 교단
생전에는 노스렌드를 지배하던 청룡군단의 지배자인 대마법사 말리고스의 믿음직한 특수 요원이었다. 그는 말리고스의 명령으로 얼음왕관의 비밀통로를 수호하던 도중에 얼음왕관의 리치 왕 넬쥴을 구원하기 위해 온 아서스와 아눕아락의 군대와 맞서게 되나 결국엔 그들에게 패배하고 죽게 된다. 그러나 아서스가 자신의 타락한 힘을 이용해 그를 강력한 서리고룡으로 부활시킨다.
이후 그는 저주받은 자들의 교단의 수장 켈투자드가 다스리던 죽음의 사원 낙스라마스를 통솔하는 서리고룡이 되고 낙스라마스 퀘스트로 인해 켈투자드와 함께 죽게 된다.(참고로 아서스가 리치 왕이 되어 노스렌드를 지배하게 된 뒤에는 대부분의 청룡군단도 사피론과 같은 운명을 맞게 되고 말리고스의 아내인 청룡군단의 여왕 신드라고사도 서리고룡으로 승화되어 리치 왕의 관리를 받게 된다.) 그러나 황혼의 텔잔으로 변한 이니고 몬토이 신부에 의해 켈투자드와 다시 되살아난 뒤에 세력을 키워 은빛십자군을 재차 공격하지만, 결국 죽게 되고 현재는 청룡군단의 지배자인 말리고스가 노스렌드로 가는 이동수단이 된 채 떠돌고 있다.

### 브루탈루스
불타는 군단
만노로스 사후 아키몬드의 새로운 장수가 된 어나힐런 족 심연의 군주이며, 다른 심연의 군주들과는 다르게 날개가 너덜너덜하게 찢겨져 있고 오른팔이 없어서 오른팔에는 으스러진 손 부족의 카르가스 블레이드피스트처럼 대검을 장착하고 다닌다. 블러드 엘프의 지도자 캘타스 선스트라이더가 폭풍우 요새에서 패배한 뒤에 그가 태양샘에서 킬제덴의 부활의식을 하자 나스레짐 족 잔존병인 공포의 군주 발나자르, 말가니스와 함께 타락한 붉은십자군에 있다가 쌍둥이 에레다르 흑마법사 자매들과 함께 킬제덴의 부활의식에 참가하다가 결국 부활의식이 채 끝나기도 전에 필멸의 용사들로 인해 쌍둥이 에레다르 흑마법사 자매들과 같이 죽게 된다.

### 팔릭
전 인간 연합/현 언데드 스컬지
본래 그는 아서스가 왕자 시절에 그의 휘하에 있던 지휘관이었으며, 아서스가 말가니스를 쫓아 노스렌드에 왔을 때 아서스 휘하의 군대를 지휘하고 있었다.
하지만 아서스가 서리한으로 인해 타락하고 이 과정에서 무라딘이 중상을 입고 말가니스가 서리한에 격퇴당한 뒤, 자신의 군대와 함께 서리한에 희생되고 나서인 현재는 노스렌드 해안에서 마윈과 함께 영혼인 상태로 배를 수리하며 리치 왕 아서스의 명령을 기다리고 있는 중이다.(연합 진영 유저들에게는 이들을 황천으로 보내주는 퀘스트가 있다.)

### 마윈
전 인간 연합/현 언데드 스컬지
이 병사 역시 원래 아서스 휘하의 지휘관이였으며 서리한에 희생된 뒤에는 팔릭과 함께 배의 수리를 기다리고 있다.

### 다르칸 드라시르
전 하이 엘프/현 언데드 스컬지
다르칸 드라시르는 쿠엘탈라스의 유일하고 최고의 배신자다. 그의 무한한 욕망, 그의 이기적인 사고와 결합, 리치 왕의 세력은 그에게 알맞았다.
그는 타락한 아서스가 쿠엘탈라스와 태양샘으로 진군할 때, 다르칸은 스스로 스콜지를 위해 쿠엘탈라스로 가는 길을 열었다. 비록 그가 쿠엘탈라스의 함락 후, 살해당했지만 리치 왕에 의해 부활되어 지금은 쿠엘탈라스 유령의 땅 남부 데솔름에서 스컬지를 위한 명령을 받고 있다. 쿠엘탈라스의 문 앞에서 그의 존재는 하나의 주요한 장애물이 되어 블러드 엘프가 호드와 완전히 합류하는 것을 막고 있다.
다르칸 드라시르는 2차 대전쟁 당시 실버문이 연합의 회원이 되어 소집되었을 때도 있었다. 실바나스의 큰언니 알레리아 윈드러너가 호드와 줄진의 아마니 트롤 간의 동맹에 잠재적 위협에 경고했을 때, 다르칸은 비웃으며 그들이 과거에도 영원의 숲의 국경을 보호하는 룬스톤을 지날 수 있을 리가 없다고 하였다.
쿠엘탈라스의 마법사로써, 다르칸은 도시 건설, 토지 형태, 하이 엘프들이 원하는 것이 무엇이든지 태양샘의 힘을 사용하였다. 또한 그는 미래의 섭정인 로테마르의 친구였다. 다르칸은 이런 영광스러운 행동을 하였지만 자신의 일환으로 그 자신의 이기적인 자연과 그는 비밀리에 어둠의 경로로 자신의 마법 실력을 발전시켰을 뿐만 아니라 태양샘에 집착하며 타락하기 시작하였다. 점차 그 상태가 진행되며 그는 자신과 자신의 모든 것에 좌절하였다. 그러던 중, 타락한 왕자이자 차기 리치 왕이 될 아서스가 쿠엘탈라스에 도달하자 그가 자신을 고무하자 로데론의 파괴자인 아서스에게 충성을 맹세하였다.
그의 '축복받은 주군'은 그에게 그의 태양샘의 권력에 대한 끝없는 욕망을 충족할 수 있도록 약속하였고, 그는 자신과 로테마르와의 우정을 깨는 것과 자신의 동료를 살육하는 것을 허용하였다. 그리고 다르칸은 아서스와 그의 언데드 군대가 쿠엘탈라스인의 방어를 쉽게 통과할 수 있도록 도와주었다. 다르칸이 아서스의 태양샘 조종을 위해 그의 동료 마법사들과 싸우는 동안 아서스는 켈투자드를 부활시키기 위해 태양샘을 사용하였고, 그 과정에서 태양샘은 켈투자드의 시커먼 시신 찌꺼기로 인해 썩어서 부패되었다.
켈투자드의 부활 후, 다르칸은 2세대 죽음의 기사에 의해 죽었다고 최근에 일으켜진 밴시 실바나스 윈드러너가 주장하였다. 그러던 어떤 시점 이후에, 다르칸은 스컬지의 종으로 다시 일으켜졌고, 그는 파괴된 태양샘에서 이전의 몇몇 태양샘의 힘이 잔재해 있다는 것을 깨달았다. 그리하여 다르칸은 자신의 실패를 부끄러워하면서 몇몇 잔재한 태양샘의 힘을 추적하기 시작하였다.
잔재한 태양샘의 힘을 찾기 위해 로데론 전역을 뒤집어 잡던 다르칸은 농민 여자로 가장하고 있지만 실은 청룡군단의 일원인 안비나 티그에서 자신의 목표의 실마리를 보았다. 그녀의 주변에서 태양샘의 힘을 감지한 다르칸은 그녀의 가정이 있는 타렌밀을 스컬지의 사령술사 군단으로 습격하였지만 실패하였다. 마침내 그는 그녀가 태양샘의 화신인 것을 확신하고 그녀를 알터랙에서 유괴하여 쿠엘탈라스가 파괴되고, 지금은 유령의 땅으로 불리는 땅으로 그녀를 데려왔고 그는 그녀의 진짜 존재를 직면했다.
그러자 다르칸은 파괴되었다. 그때 다르칸은 그녀로부터 에너지를 흡수하고자 하였으나 그녀는 그것을 막는 마법을 사용하였고, 그는 태양샘의 화신의 힘에 불타죽었다.
그러나 아서스가 리치 왕으로 등극한 지금, 그는 다시 일어나 데솔름을 지휘하고 있다.

## 나이트 엘프 센티넬
- 은빛날개단(Silver Wing) : 불타는 군단이 나이트 엘프 영역에 들어서 나이트 엘프 기지들을 파괴했을 때, 싸웠던 나이트 엘프의 부대이다. 반신 세나리우스가 이끄는 부대이며, 사제들이 이 군단을 이끈다. 오크 호드의 전쟁노래 부족과 전쟁하다 세나리우스가 전사하고 은빛날개단은 패배하나, 완전히 붕괴되지 않았고 맬퓨리언이 그 뒤를 이어 발전시킨다. 인간들과의 동맹으로 강화되고 나이트 엘프 센티넬의 영역을 지키는 임무를 확실히 수행한다. 이후 세나리우스의 부활로 은빛날개단은 세력이 강화된다.
- 그림자 전사단(Shadow Warrior) : 티란데가 이끄는 정예부대로 밤에 전투 능력이 뛰어나다.
- 나이트 워커(Night Worker) : 밤의 일꾼이란 뜻이며 나이트 엘프의 지원부대이다. 나중에 반신 세나리우스가 오크 호드의 전쟁노래 부족의 족장 그롬마쉬 "그롬" 헬스크림과 대전쟁을 하였을 때 엄청난 지원을 해 주었다.(결과적으로 오크 호드의 승리로 밑 빠진 독에 물을 붓는 결과로 끝났지만)
- 세나리우스 회의(Cenarius Parliament) : 반신 세나리우스의 죽음에 비통해했던 사제들의 단체이자, 정치적인 임무를 수행함과 동시에, 자연을 보호하는 자연주의 세력이다. 그래서 이들은 인간 소속이지만, 자연을 남용하는 다른 인간 세력을 싫어한다. 일반적으로 세나리우스 의회는 유능한 사제들만 있다. 하지만 이 사제들은 지나치게 보수적이고 폐쇄적이라, 개혁을 싫어하고 변화를 두려워한다.
- 파수꾼(Sentry) : 베로우 동굴의 감옥을 경비했던 마이에브가 이끄는 부대였다. 일리단을 추격할 때 사용했던 부대였다.

### 세나리우스
은빛날개단
세나리우스는 사슴신 말론과 달의 여신 엘룬이 결혼을 해 태어난 반신종족이며, 나이트 엘프의 영웅이었다. 나이트 엘프를 위하여 많은 일을 해 주었으며, 특히 사악하지 않은 강력한 마법 사용을 일리단, 맬퓨리언, 티란데 등 많은 나이트 엘프 전사들에게 알려주었다. 그리고 아즈샤라 여왕에 대한 귀족들의 반란을 진압한다. 그 대가로 아즈샤라 여왕으로부터는 높은 직위를 받았으며, 많은 나이트 엘프 여성들과 결혼하여 많은 자식들을 남겼다.
일리단과 결별한 이후 나이트 엘프들에게 사악한 마법을 쓰지 말라는 법을 발표하였으나, 여왕인 아즈샤라가 이것을 어김으로써 아즈샤라와 그녀의 신하들은 모두 바다 속으로 가라앉아, 나가 족으로 승화됨으로써 아즈샤라와도 결별한다. 그리고 칼림도어 깊은 숲에서 오랜 세월을 은둔하며 지내다가, 때마침 오크 호드의 전쟁노래 부족이 칼림도어에 침공하였다는 소식을 듣고 선전포고를 한다. 처음에는 세나리우스의 대부대가 이끄는 은빛날개단이 우세하였으나, 결국 그롬마쉬 "그롬" 헬스크림이 사악한 만노로스의 피를 받아들이고 세나리우스에게 일격을 가함으로써 세나리우스는 전사한다.
그는 세상을 떠나기 전에 결혼을 많이 해서 그의 후손이 많다. 그러나 켄타우로스와 드라이어드는 세나리우스의 자식들이라고 하지만, 성격과 사고 방식, 이념이 달라서 항상 싸우고 있다. 켄타우로스는 식인종인데다가 호전적이고 무자비한 성격이라, 약탈과 살육을 놀이처럼 자주 행한다. 이와 반대로 드라이어드는 조숙하고 온화한 성격이라 약탈과 살인을 싫어하나, 무단 침입자를 만나면 폭력적으로 변하여 영토를 지키기 위해 죽기로서 싸운다. 일리단의 수하인 켄타우로스 형제 테르도스 마그레이톤과 마가드 마그레이톤, 나이트 엘프 영웅인 대지의 수호자들 역시 반신 세나리우스의 아들들이다.
세나리우스는 훗날 월드 오브 워크래프트: 대격변에서 불의 군주 라그나로스가 제1세계수인 놀드랏실을 파괴하려는 음모를 막기 위하여 다시 한번 부활한다.

### 아즈샤라
전 센티넬/후 나가
나이트 엘프의 마지막 여왕이다. 아즈샤라의 아버지는 아들이 없어서, 아즈샤라 공주가 여왕의 자리에 오른 것이다. 다른 나이트 엘프들과는 달리 금빛 눈빛이었는데, 금빛 눈빛을 가진 나이트 엘프는 야망이 크다는 뜻이다. 아즈샤라는 처음에는 진정으로 나이트 엘프를 위했지만 시간이 갈수록 평민들을 탄압하고 귀족 위주의 정책을 시행하였다. 그 이유는 귀족 세력이 그 당시 워낙 막강하였으며, 사실상 평민은 저급의 일을 담당하고 전투에도 참여하지 못하는 많은 제약이 뒤따랐다. 아무튼 귀족 위주의 정책을 시행한 탓에 많은 평민들의 비난을 받았으며, 이 과정에서 평민 대표인 맬퓨리언의 상소문을 받아 읽지도 않고 버린다. 그 결과 귀족 세력은 나날이 세어졌으며, 심지어는 몇몇 귀족들이 반란을 일으켜 여왕의 자리를 뺏으려 하였다.
다행히도 이 시기에 반신종족인 세나리우스를 만나 마법의 힘을 배우고, 세나리우스의 도움으로 반란을 일으킨 귀족 세력을 멸망시킨다. 그리고 세나리우스에게 높은 직위를 주고, 주요 관직에 임명하지만 그리 오래가지 못했다. 세나리우스의 도움으로 반란을 진압하자마자, 불타는 군단이 대군을 이끌고 칼림도어로 침략하였던 것이다. 불타는 군단의 힘은 워낙 막강하여, 그녀는 어쩔 수 없이 살게라스와 협약하여, 자신의 권력 유지와 칼림도어를 완전히 파괴시키지 않는 대신 살게라스의 충직한 부하로 따를 것을 약속한다.
그러나 일리단, 맬퓨리언, 티란데가 힘을 합쳐 아즈샤라 세력을 없애버리려고 하지만 결국 그녀는 자신을 따르던 귀족들과 같이, 폭풍의 소용돌이에 휩싸여 결국 나가 족으로 승화한다. 그리고 새로운 나가 족의 여왕 자리에 오른다.

### 일리단 스톰레이지
불타는 군단(임시 동맹)/나가
악마 사냥꾼이자, 대사제 맬퓨리언 스톰레이지의 동생. 다른 나이트 엘프들과는 달리 금빛 눈빛에 머리가 뛰어나게 좋았으며, 빠른 두뇌 회전과 번개 같은 순발력만큼 무술까지 뛰어났다.
비록 일리단은 사악한 마법을 써 불타는 군단을 패퇴시키긴 했으나, 보수적이고 폐쇄적인 세나리우스와 맬퓨리언은 일리단이 마법을 써 불타는 군단을 무찔렀다는 것을 이유로, 자초지종도 무시하여 일리단을 감옥에 집어넣는다. 나이트 엘프는 그 당시 마법을 금지하고 있었기 때문이다. 그리고 오랜 세월이 흘러 불타는 군단의 아키몬드가 다시 칼림도어에 침략하자, 티란데가 일리단의 도움을 받기 위하여 그를 감옥에서 탈옥시킨다. 그러나 일리단은 킬제덴의 부관인 나스레짐 족 공포의 군주 티콘드리우스를 죽이는 과정에서 리치 왕 넬쥴을 구원하려는 타락한 아서스의 거짓말에 속아, 결국 다시 마법을 써 굴단의 해골을 차지하여 강력한 악마 황제로 변한다.
이 때문에 일리단은 형인 맬퓨리언에 의하여 영구히 추방당한다. 그러나 굴단이 살았을 때 그랬던 것처럼 더 강력한 힘을 얻고 싶었던 일리단에게 불타는 군단의 킬제덴이 찾아오고, 킬제덴은 자신의 오브를 주며 강력한 힘을 주는 대신 노스렌드의 얼음왕관을 파괴하라고 한다. 결국 일리단은 그 제안을 받아들였고 일리단은 갈퀴송곳니 나가들의 우두머리인 여군주 바쉬를 자신의 부하로 삼아 얼음왕관을 파괴할 계획을 세운다. 그것은 바로 오래전 티리스팔의 수호자였던 마그나 에이그윈이 쓰러뜨린 불타는 군단의 수장 '살게라스'가 잠든 심해의 무덤에 잠들어있는 살게라스의 힘! 그는 살게라스의 무덤에서 그의 힘이 담긴 유물을 손에 넣어 리치 왕 넬쥴을 죽이고 언데드 스컬지를 멸망시키고자 노스렌드를 파괴할 주문을 거의 완성시키지만, 이를 눈치챈 맬퓨리언과 그를 증오하는 간수장 마이에프 쉐도우송 등의 활약으로 저지된다. 일리단은 다시 붙잡혀 종신형에 처해질 확률이 높았으나, 위기에 처한 티란데를 구하는데 도움을 준 대가로 맬퓨리언이 그를 자유롭게 풀어주게 된다.
맬퓨리언에 의하여 자유를 얻은 일리단은 훗날 아웃랜드로 찾아가 그곳에 자신만의 왕국을 만들 것을 결심한다. 때마침 인간 연합의 악독한 사령관인 가리토스의 보복을 피하러 온 블러드 엘프 군주 캘타스 선스트라이더가 일리단의 부하로 들어오게 되고, 일리단은 이 거대한 군단들을 통합하여 아웃랜드의 지배자이자 불타는 군단의 심연의 군주로 킬제덴의 오른팔인 어나힐런 족 장수 매그테리돈을 제압하고 아웃랜드의 황제 자리에 오른다.
그러나 일리단이 아웃랜드를 정리하고 막강한 세력을 갖추었을 무렵, 때를 맞춰 킬제덴이 아웃랜드로 쳐들어와 자신과의 약속을 지키지 않으면 죽이겠다며 협박을 가해온다. 일리단은 마지못해 킬제덴과의 약속을 이행할 것을 맹세하고 리치 왕의 스콜지를 역사에서 지우기 위해 자신의 군대를 동원하여 노스렌드로 쳐들어간다. 그리고 때마침 리치 왕의 부름을 받고 얼음왕관에 도착한 2세대 죽음의 기사 아서스 메네실과 치열한 전투를 벌이지만, 타락한 아서스의 서리한에 당하여 중상을 입은 채 결국 다시 아웃랜드로 돌아올 수밖에 없었다.
일리단은 이후 아웃랜드의 어둠달 골짜기에 위치한 검은사원에 자리를 잡고 점점 더 세력을 확장시켜 나간다. 또한 사로잡은 심연의 군주 매그테리돈의 피를 이용하여 자신을 따르는 타락한 펠 오크들을 계속해서 만들어낸다. 그는 약속을 이행하지 못해 화를 참지 못하고 불같이 진노한 킬제덴이 이끄는 불타는 군단의 공격을 받으면서도 굳건히 버텨 아웃랜드의 지배자로 군림하지만, 자신을 따르던 심복인 잿빛혓바닥 결사단의 지도자인 아카마 + 복수에 불타는 간수장 마이에브 쉐도우송 + 용감한 필멸의 용사들(월드 오브 워크래프트: 불타는 성전 당시 플레이하던 유저들)에 의하여 검은사원에서 최후를 맞게 되면서 아웃랜드의 황제 자리는 공석이 되고 지도자가 없는 아웃랜드는 다시금 군웅할거의 시대로 접어들게 된다. 무기는 그가 만년전 불타는 군단을 상대할 때 심연의 군주였던 아지노스를 죽이고 얻은 "아지노스의 쌍날검"

### 맬퓨리언 스톰레이지
은빛날개단
대사제이자, 일리단의 형이다. 불타는 군단이 쳐들어오자, 동면에서 풀려나 나이트 엘프를 도운 사제이다. 그는 인간 연합과 오크 호드와 협력을 해서 더 효율적으로 아키몬드를 제거한 사제이며, 지금은 다시 동면상태라 한다. 나이트 엘프 백성들을 위하여 자신이 많은 재산을 기부하였으며, 동면에 잠겨있던 고대 사제들을 다시 깨웠고, 재능있고 유능하며 뛰어난 나이트 엘프들을 잘 골라 썼다.
스승인 세나리우스와 일리단과 같이 불타는 군단과의 전투에 참여하여, 공동의 적인 불타는 군단과 싸우기는 하였으나, 개혁적이고 개방적인 동생과는 다르게 보수적이고 폐쇄적이었으며 세나리우스처럼 사악한 마법을 싫어하였고 동생인 일리단은 사악한 마법이라도 써서 불타는 군단을 격퇴해야 한다는 말을 들은 맬퓨리언은 일리단을 베로우 동굴에 감금시켜버린다. 때마침 일리단이 티란데의 도움으로 탈옥하고 굴단의 해골을 차지하여 사악한 마법을 썼다는 것을 알자, 맬퓨리언은 일리단을 나가 족의 거주지인 파묻힌 폐허로 추방시킨다.
하지만 일리단이 언데드로부터 티란데를 구출해 준 대가로 더 이상 일리단과 일리단의 거대한 군단들을 공격하지 않겠다고 약속을 한다. 타락한 아서스가 리치 왕으로 등극한 직후, 흑룡군단의 지배자이자 타락한 용의 위상인 데스윙(넬타리온)의 아들 네파리안을 비롯한 타락해버린 다른 용군단, 고대신들로 인해 에메랄드 드림이 악몽으로 변해버려 악몽 속을 헤매다가 티란데가 다행히 그를 에메랄드 드림의 악몽 속에서 구해주어 동면에서 겨우 풀려난다. 그의 모든 여정이 담겨진 소설 스톰레이지에서도 등장.

### 티란데 위스퍼윈드
그림자 전사단
여사제이자, 달의 여신 엘룬의 제1성직자이며 달의 여제들의 지휘관이다. 지금은 나이트 엘프의 여왕과 같으며, 스승인 세나리우스와 같이 불타는 군단과의 전투에 참여하여, 불타는 군단의 침략을 막아낸 여사제이다. 맬퓨리언 스톰레이지와는 연인 관계. 보수적인 맬퓨리언이나 세나리우스, 간수장 마이에브와는 다르게 후한 인품으로 현명한 목적을 위해 군기를 지나치게 엄하게 잡지 않았고, 백성들을 위한 노력을 많이 하였으며 역시 재능있고 유능하며 뛰어난 나이트 엘프들을 잘 골라 썼고 경험많고 뛰어난 궁수들은 명궁이나 저격수로 발전시켰다.
그러나 불타는 군단의 아키몬드가 칼림도어로 침공하자 급히 맬퓨리언을 동면에서 깨워 맬퓨리언과 같이 군사들을 소집한다. 한때 나이트 엘프의 적이었던 연합과 호드와 연합한다. 전 스톰윈드의 마법사였던 방랑 예언자 메디브의 경고 때문이었다. 그래서 인간 연합의 제이나, 오크 호드의 스랄과 연합하여 불타는 군단의 영향력을 영구히 지워버렸다.
일리단이 불타는 군단을 무찌르는 과정에서 사악한 마법을 써 감옥에 갇힌 후, 불타는 군단의 침공을 막아낼 때 그의 도움을 받기 위해 그를 감옥에서 빼내고 후에 이 일로 마이에브 쉐도우송의 미움을 사게 된다.

### 여군주 바쉬
전 센티넬/후 갈퀴송곳니 나가
마법사이자, 본래 나이트 엘프의 귀족이었다. 그래서 아즈샤라의 특명을 하달받고 반서민 정책으로 평민 세력을 탄압한다. 이 과정에서 세나리우스와 맬퓨리언과 티란데를 증오하게 되고, 귀족들의 반란이 일어났을 때에도 아즈샤라와 자신의 세력을 도운 일리단과 친밀한 관계를 유지한다. 하지만 아즈샤라가 불타는 군단의 수장인 살게라스에 의해 타락하여 사악한 마법을 쓰자, 로데론과 칼림도어 반쪽이 폭풍에 의해 가라앉는다. 그리고 아주 흉측한 모습으로 변하였고, 그녀의 부하들 역시 흉측한 나가 족으로 변한다. 그리고 일리단이 굴단의 해골을 차지하여 사악한 마법을 썼기 때문에 형 맬퓨리언이 이끄는 나이트 엘프로부터 파묻힌 폐허로 쫓겨나자, 일리단을 만나고 일리단을 보좌한다.
하지만 일리단의 옛 심복 부하 장수인 테르도스와 마가드와는 사이가 좋지 않았다. 한때 테르도스와 마가드와 같이 힘을 합하여 아웃랜드를 지배하고 얼음왕관까지 같이 공격하였지만, 테르도스의 제안을 결국 무시함으로써 나이트 엘프와 나가는 이념이 상충되어 영원히 화합하지 못한다.
그리고 인간 연합의 사령관인 가리토스의 부하였던 블러드 엘프의 캘타스 선스트라이더가 관측대를 고치기 위해 바쉬는 가리토스 몰래 배를 내 주었으며, 캘타스가 가리토스에 의해 감옥에 갇혔을 때 몰래 구해주고 일리단을 찾아가 일리단, 테르도스와 같이 아웃랜드와 얼음왕관을 공격하여 많은 성과를 거뒀다. 물론 나이트 엘프의 귀족이었기에 사제들과 파수꾼을 증오한다.
그녀는 검은사원 입구 지역에 있는 갈퀴송곳니 기지를 다스리다가, 일리단을 해치우려 온 필멸의 용사들에게 죽임을 당한다. 그러나 그녀가 다시 살아날 거라는 추측이 난무하다.

### 제로드 쉐도우송
센티넬
전사이자, 마이에브의 남동생이다. 개혁적이고 진보적인만큼 누나인 마이에브와는 상당히 다르게 일리단을 존경하였으며, 보수적이고 폐쇄적인 세나리우스와 맬퓨리언을 증오한다. 이 때문에 누나인 마이에브로부터 질투와 미움을 받았다. 더구나 사제들이 제로드를 위협적인 인물로 여겼기 때문에 제로드는 자신의 부하들을 이끌고 사제들과 대전쟁을 펼치지만, 불행히도 세나리우스가 사제들을 원조하였기 때문에 실패하였으며 칼림도어 숲으로 도망하여 은둔하며 지낸다.
하지만 제로드는 일리단 못지않게 기상천외한 전술을 매우 효율적으로 구사할 줄 아는 뛰어난 지휘관이며, 고대신의 전쟁 당시에도 불타는 군단과의 전투에서 그의 뛰어난 능력을 증명해 보였다.

### 샨드리스 페더문
센티넬
불타는 군단이 나이트 엘프의 영토에 침략하고 인간 연합과 오크 호드가 이에 맞설 당시, 티란데의 심복 부하장수였으며 티란데를 도운 순찰대장군이다.
불타는 군단의 아키몬드가 침략하자, 맬퓨리언과 티란데와 같이 전쟁 준비를 한다. 그녀 역시 전략 전술에 능하였으며 그 결과 아키몬드의 세계수 침입을 가까스로 막아내어 1급 공신이 된다.

### 마이에브 쉐도우송
전 파수꾼/현 무소속(행방불명)
자로드의 누나이며, 예전에는 일리단이 감옥에서 옥살이하던 당시 센티넬의 간수장이었지만, 일리단이 티란데의 도움으로 탈옥한 지금은 그릇된 정의감에 사로잡혀 사악하고 교활한 성격을 가진 인물로 변했으며 결과적으로 센티넬의 배반자로 낙인찍혔다. 자신의 남동생 제로드와는 다르게 사제들 편을 들어 세나리우스와 맬퓨리언과 같이 일리단을 증오하였다. 일리단이 티란데의 도움으로 탈출하자, 파수꾼 소속 병사들의 의견은 아예 듣지도 않고, 군대를 강제로 이끌고 일리단을 무모하게 쫓아다닌다. 하지만 10번 중 9번 꼴은 일리단에게 패배하였으며, 살게라스의 무덤에서 일리단을 거의 다 잡았다가 함정에 빠져 자신의 부하 여자 사냥꾼인 나이샤도 잃고, 티란데가 죽었다고 거짓말까지 하다가 맬퓨리언에게 크게 꾸중을 맞는 등 결과적으로 센티넬에 의해 버림받고 말았다. 그리고 일리단을 또 추격하다가 태양빛 전사단의 공동 수장인 테르도스와 마가드의 대부대, 인간 연합의 쿨 티라스 군단과 나가 족, 블러드 엘프 군단에게 역전당해 일리단의 지배 하에 있는 아웃랜드의 감옥에 영원히 갇히고 만다.
유독히 일리단에게 원한이 많으며, 게다가 살게라스의 무덤에 들어간 일리단을 추적하는 과정에서 얻은 굴단의 그림자 오브에 타락해 미쳐버리면서 칼도레이인데도 불구하고 아직 일리단에 대한 원한이 남아있다. 그래서 언데드 스컬지의 타락한 아서스를 돕기 위해, 도망간 자신의 부하들과 일리단에 의해 포로로 잡혀있는 부하들로 하여금 언데드 스컬지를 지원하였다. 그러나 아서스에게 변절당해 결국 수하들이 참살당해 리치 왕 넬쥴의 노예가 되어버리고 엎친 데 덮친 격으로 이것이 밝혀져 일리단이 이끄는 대군들이 파수꾼을 역사에서 지워버렸으며, 자신은 화형의 위기와 절박함에서 탈출하여 겨우 목숨만은 건진 채 도망자 신세로 전락한 뒤에 검은사원에서 아카마가 모험가들과 함께 일리단을 상대하는 동안 한눈을 판 일리단을 죽이고 일리단에게 "사냥꾼은 사냥감이 없으면 그저 무용지물에 불과하다."라는 말을 들은 뒤에 어디론가 사라진 뒤에 행방이 묘연하다.

## 그 외 인물들

### 메디브
전 스톰윈드(마법사 겸 학자)/현 무소속(방랑 예언자 겸 은둔자)
이 예언자는 디아블로 시리즈로 따지면 데커드 케인과 비슷하다고 할 수 있으며, 한때 스톰윈드의 마법사이자 위대한 학자였다. 아버지는 스톰윈드 귀족인 니엘라스 알렌이며, 어머니는 대륙의 수호자였던 마그나 에이그윈이다. 에이그윈이 불타는 군단의 살게라스를 제거하는 과정에서 살게라스의 영혼이 에이그윈의 태내에 들어가고, 에이그윈이 메디브를 낳으면서 메디브의 몸 속에 살게라스의 영혼이 잠복한다. 메디브가 어느 정도 성숙한 정신을 가질 정도로 성인이 되자, 곧바로 살게라스는 메디브의 정신을 장악하고 병든 니엘라스를 죽이고 슬픔의 늪에 어둠의 관문을 세워 워크래프트 1의 시작인 1차 대전쟁을 일으킨다.
안두인 로서가 카라잔을 급습하면서 메디브는 죽으나, 그 와중에 살게라스의 속박에서 영구히 해방되고 여러 수호자들의 영혼에 의해 축복받아, 오랜 세월이 흐르고 다시 티리스팔을 수호하라는 요청과 함께 부활한다. 그리고 티리스팔 깊은 곳에서 은둔하다가, 드디어 불타는 군단의 재침이 예언되면서 자신이 제일 아끼던 인간들에게 경고하지만, 결국 인간들은 그의 말을 듣지 않는다.
사실 메디브는 이전에 호드의 주술전사인 스랄에게 예언한 적이 있었다. 그는 스랄에게 불타는 군단은 예전보다 더욱 막강한 힘을 바탕으로 다시 침공할 것이니 서둘러 로데론을 버리고 칼림도어 대륙으로 피난하라고 했고, 안 그래도 호드에 물든 부정부패와 비리를 근절하고 고귀한 샤머니즘으로 잃어버린 전통과 평온한 사회를 되찾으려 했던 스랄은 예언을 받아들여 원로 주술사 드렉타르, 그롬마쉬 "그롬" 헬스크림과 함께 호드를 이끌고 칼림도어로 피신한 덕분에, 로데론이 언데드 스컬지와 불타는 군단에 의해 짓밟혀 붕괴될 때 큰 위기를 모면할 수 있었고 거기다가 불타는 군단과 싸울 힘을 갖출 시간도 벌었다.
얼라이언스 연합 세력에게도 스랄의 호드에게 예언한 그대로의 내용으로 테레나스 메네실 2세, 아서스 메네실, 안토니다스, 제이나 프라우드무어 등등 많은 인물에게 예언을 하지만, 오직 쿨 티라스와 프라우드무어 집안만이 예언을 받아들였을 뿐이였다. 결국 테레나스 2세는 자신의 아들인 아서스에 의해 시해당하고 아서스 역시 서리한에 의해 타락하여 언데드 스컬지의 1급 2세대 죽음의 기사로 승화되고 우서와 안토니다스도 타락한 아서스에 의해 비참한 죽음을 맞이한다. 오직 쿨 티라스와 프라우드무어 집안만이 칼림도어 대륙으로 피신하여 나이트 엘프와 오크 호드와 힘을 합친다.
그리고 나이트 엘프 세력에게도 불타는 군단이 다시 침략할 것이라는 예언을 하고 나이트 엘프의 맬퓨리언과 티란데에게 전투 준비를 갖추라고 경고하였으며, 나이트 엘프는 인간과 오크와 연합하여 불타는 군단과 싸울 힘을 갖출 수 있었다.
아키몬드의 사망으로 불타는 군단이 무너진 이후 메디브는 모습조차 보이지 않지만, 월드 오브 워크래프트에서 영혼의 모습으로 다시 나온다.
또한 그는 생전에 티리스팔 숲지대의 수호자였던 가로나라는 여성 오크 법사와 결혼하여 아들인 메단을 남기게 되고, 그는 훗날 신 티리스팔 숲 의회와 필멸의 모험가들과 함께 고대신 쑨을 부활시켜 세상의 종말을 가져오려는 음모를 꾸미던 초갈을 패퇴시키는데 기여한다.

### 드락술
전 폭풍약탈자 부족/현 무소속(은둔자)
예전에는 오크 호드의 흑마법사로 굴단의 뛰어난 제자였으며, 굴단으로부터 흑마법을 배워 자신에 대항하는 세력을 모조리 없애버린다. 그리고 블랙핸드와 굴단의 뜻에 따라, 백성들을 탄압하였다. 이것만으로도 성이 차지 않은 드락술은 굴단의 명령에 따라, 인간 연합의 스톰윈드를 쳐 막대한 피해를 준다. 1차 오크 전쟁에서 크게 이겨 많은 인간들을 죽이거나 노예로 팔아버리는 큰 공적을 세웠으나, 2차 오크 전쟁에서 굴단이 살게라스의 잔꾀에 넘어가 결국 인간 연합에게 역전당하여 크게 진다.
그는 굴단이 살게라스의 무덤 내부에 있었던 악마들에게 온몸이 찢겨 죽자, 굴단의 살아남은 부하들을 이끌고 칼림도어 대륙으로 가 많은 부족들을 대거 학살한다. 그리고 그곳에서 세력을 키워 스랄이 다스리는 국가인 듀로타의 서울 오그리마를 공격한다. 하지만 스랄이 캐린, 로칸, 볼진과 연합하여 고귀한 전통에 고대 샤머니즘과 밀림 트롤의 부두교, 피의 발굽 타우렌 족의 토테미즘을 바탕으로 문명화되어 막강한 세력을 가지고 있었기에 스랄과의 전쟁에서 결국 참패당하고 폭풍강 부족마저 서리늑대 부족에 의해 패망하자, 야망을 포함한 모든 것을 버리고 목숨만은 건진 채 칼림도어 대륙 깊숙이 들어가 은둔생활을 한다. 이 과정에서 원령들에게 정신적인 고통을 받게 되고 나이트 엘프 간수장 마이에브 쉐도우송에게 원령들을 없애달라고 부탁한다. 나중에 마이에브가 원령들을 없애고 그 보물을 돌려주자 칼림도어 대륙 지역에 있는 살게라스의 무덤에 대해 가르쳐준다.

### 챈 스톰스타우트
판다리아(여행자)
신비로운 판다리아 왕국에서 온 판다렌 양조장인으로, 판다리아 고유의 자국산 술보다 더 고가에 맛좋고 고품질의 외국산 술을 찾기 위해 정처없이 여행하고 있다. 비싸고 희귀한 재료를 찾기 위해 칼림도어의 배렌스로 왔으며 양조상업을 목적으로 방랑자인 렉사와 함께 호드의 편을 들었다.

### 아카마
드레나이
드레나이 족의 사제였다. 하지만 불타는 군단이 자신의 고향인 아웃랜드를 지배하자, 결국 아웃랜드를 떠나 은둔생활을 한다. 그러다가 오랜 세월이 흐르고 나이트 엘프의 황제인 일리단이 아웃랜드를 지배하였고, 나가 족 바쉬, 블러드 엘프의 캘타스가 쳐들어오자 일리단을 섬기는 척하면서 도와준다. 나이트 엘프와 드레나이의 관계는 아주 험악했기 때문이다.
하지만 아카마의 도움은 매그테리돈 생포 외에는 그다지 크지 않았으며, 나중에 일리단을 없애려고 감옥에 갇혀 있던 마이에브와 연합하여 그녀를 구출하려고 시도하였으나, 일리단의 부하인 테르도스가 이를 알아채고 일리단에게 보고하자, 일리단은 아카마를 아웃랜드의 험악한 감옥에 가두어 버리고 나중에는 불같이 화가 나서 아카마를 단칼에 죽이려 했으나, 아카마를 죽이면 많은 드레나이 족들이 들고 일어설 것을 염려하여 테르도스가 극구 말려 죽음만은 면한다. 이후 월드 오브 워크래프트에서 탈출하여 동족들의 해방을 위해 모험가들을 이끌고 일리단이 있는 검은사원으로 쳐들어가 그를 제거하는데 성공하게 되고 동족들을 해방시킴은 물론 아웃랜드까지 차지하게 된다. 그러나 이를 계기로 아웃랜드는 다시금 군웅할거의 시대로 접어든다.

## 용군단

### 알렉스트라자
현 붉은용군단(지배자)
생명의 어머니로 일컬어지며,대격변 이후 용의 정수를 찾아내는 주요 역할을 해낸다. 이세라와 자매지간이다.

### 말리고스
전 고대신(아제로스의 수호룡)/현 푸른용군단(지배자)
비전 마법의 지배자이지만,넬타리온의 배신으로 아내인 신드라고사를 잃고 실성하여 아제로스를 파괴하려했으나 영웅들과 붉은 용군단에 의해 저지되고 목숨을 잃음.(현재 푸른용군단의 위상은 칼렉고스이다.)

### 이세라
전 고대신(아제로스의 수호룡)/현 녹색용군단(지배자)
꿈의 지배자이며 꿈을 통해 세상의 모습을 변형시킨다.평소에는 꿈을 꾸기 때문에 눈을 감고 있지만 대격변 이후 악몽을 꾸는 증상이 생겨 깨어있는 경우도 종종 생긴다.

### 노즈도르무
전 고대신(아제로스의 수호룡)/현 청동룡군단(지배자)
시간의 지배자이면서 위상의 최고 연장자.

### 데스윙(대지의 감시자 넬타리온)
전 고대신(아제로스의 수호룡)/현 검은 용군단(지배자)
대지의 지배자였지만 티탄에 의해 변절된 대지의 정수의 힘에 의해 데스윙이 되어 필멸자와 위상 세계에 대격변을 일으킨다.

### 시리녹스
흑룡군단
데스윙(넬타리온) 휘하의 흑룡. 데스윙의 특명으로 스트란브래드에 수 세기 동안 농장들을 약탈하면서 서식하고 있었지만 아서스가 그곳의 드워프 사냥꾼들과 함께 그를 죽였다. 그의 심장은 드워프들의 제련을 통해 불의 오브라는 무기 강화제로 바뀌었다.

### 래시온
흑룡군단
적룡군단의 레아스트라자, 노움 과학자, 그리고 위대한 영웅에 의해 정화된 알에서 태어난 "검은 왕자" 래시온은 고대신의 타락에 물들지 않은 흑룡이자 흑룡군단의 "어둠 속의 빛"이다. 비록 세계를 기상천외하게 바라보는 시점과 더불어 그의 진정한 목적은 수수께끼지만, 아버지인 넬타리온(데스윙)과 형 네파리안과는 달리 래시온은 아제로스의 안녕과 질서를 걱정하며, 호드의 전통을 되찾은 스랄이 그랬듯 타락하지 않은 흑룡들과 함께 고대신의 타락에 부패한 흑룡들을 제거하고 흑룡군단의 진정한 위신을 되살리려고 한다.

## 카메오출연
월드 오브 워크래프트에 카메오 출연한 인물들이다.

### 에릭, 발로그, 올라프
길 잃은 바이킹에 등장했던 바이킹 전사들. NPC.

### 디아블로
디아블로 시리즈에 등장했던 공포의 군주. 소환석을 사용해 동료로 사용할 수 있다.

### 노바
스타크래프트: 고스트와 스타크래프트 II에서 등장했던 여성 유령요원. 황천의 폭풍 지역 내에 노바의 무덤이 숨겨져 있다.